# 坂本真綾
坂本 真綾（さかもと まあや、1980年3月31日 - ）は、日本の声優、女優、歌手、ラジオパーソナリティ、エッセイスト。東京都板橋区出身。夫は声優の鈴村健一。

## 経歴
父は舞台照明の仕事をしていた。
幼い頃から舞台を見に行く機会があり、その影響で、8歳の時にグループこまどりに入団して、子役として活動。外国作品の吹き替えの仕事をする機会をもらったのがきっかけで声優としての活動を始める。舞台俳優に憧れており、職業としての声優があることも無知だったという。当時、テレビで放映されていた映画の吹き替え版は見ていたが、日本の俳優が録音している姿はイメージしたことがなかったため、「こうやって吹替版が作られているんだ」と知って驚いたという。吹き替え版の映画に親しんでいたため、吹き替えに携われるのが楽しかったという。1993年、OVA『リトルツインズ』のチフル役で初の主演を務める。この頃は多数の洋画作品において日本語吹き替え声優として活動を行う。
中学時代は茶道部に所属、高校時代はハンドボール部に所属して、マネージャーで入部していたが、部員が少なく、レギュラー選手にならざるを得なかったという。
1996年、テレビアニメ『天空のエスカフローネ』のヒロインである神崎ひとみ役を担当し、声優として一躍有名となる。また、菅野よう子が今井美樹のアルバムプロデュースをきっかけに知り合った作詞家の岩里祐穂に「今井美樹のような声の女子高生がいるんだけど、プロデュースしてみない？」と話したことが発端となり、菅野・岩里の共同プロデュースによる歌手活動を本格的に開始。同時期に自身初のラジオ番組『坂本真綾のないしょ話』のパーソナリティを務め、ラジオパーソナリティとしても活動を開始する。
東洋大学社会学部社会学科出身。
2003年、女優としての活動を本格化。ミュージカル『レ・ミゼラブル』のオーディションに合格し、エポニーヌ役で出演。2009年公演まで6年間担当。テレビドラマへの出演の他、自身初主演の短編映画DVD『03†』も発売された。
2005年、初のエッセイ集『アイディ。』を出版。歌手活動では菅野よう子によるプロデュースから離れ、セルフプロデュースで音楽活動を開始。
2010年、歌手デビュー15年目を迎える。
2011年には、オリジナルアルバム『You can't catch me』が自身初、また声優単独としては史上2人目となるオリコンチャート首位を記録する。2月には37日間のヨーロッパ一人旅を書いた初の長編エッセイ『from everywhere.』を出版。8月には、公式サイトにて鈴村健一との結婚を報告した。
2021年10月6日、健康上の理由で2022年1月に予定されていたミュージカル『リトルプリンス』を休演することを発表。12月27日、公式サイトにて第1子妊娠を発表。2022年4月22日、第1子出産を報告した。

## 人物
声優としての活動は、海外作品の日本語吹き替え、ゲームやアニメ作品における声あてを中心に行っている。
洋画作品における日本語吹き替えは、子役時代から現在に至るまで数々の作品で担当しており、このキャリアは同世代の声優の中でも群を抜く。ナタリー・ポートマンの吹き替えを専属で担当しており、その他にもジェシカ・アルバ、リア・ミシェルなども担当している。
活動の中において、特に『桜蘭高校ホスト部』は声優業が楽しいと感じるきっかけになった作品だと語っている。また、原作の最終回にあわせて作られたドラマCD内のスペシャル座談会では「ハルヒを演じる機会がもう二度となくても、ずっと忘れられない役になったと思います。本当にこの作品が好きですごく思い入れが大きいので、終わると思うと寂しいです」とコメント中に涙した。
『黒執事』における演技に関しては、他の作品と比べれば比較的低めの声で演じていた。この役作りに関しては、作者の枢やなに「気だるい感じで」という演技を求められた。なお、本人はこの事に関して、少年声は自然に出るものではなく、原作を読んでイメージをとったつもりでもコントロールできないところも多かったと語っている。
また、プラネタリウム番組のナレーションを行うほか、2010年以降は朗読劇への出演やUstreamにおける朗読番組のストーリーテラーを務めるなど、ナレーターとしての活動も盛んに行っている。
上述の『桜蘭高校ホスト部』や『黒執事』、『機動戦士ガンダムSEED DESTINY』や『PSYCHO-PASS サイコパス』、『NARUTO』や『ファイナルファンタジーVII』など、夫の鈴村と夫婦共演を果たしている作品も多い。

### 音楽活動
歌手としての活動は実質子役時代より行っており、当時は主にCMソングを歌唱していた。本格的な歌手活動は、1996年にテレビアニメ『天空のエスカフローネ』へ出演したことがきっかけで始めており、同作のオープニングテーマソングである「約束はいらない」（岩里祐穂作詞、菅野よう子作曲）をシングルとして発売し、同年4月にビクターエンタテインメントよりデビューした。以降、声優・ラジオパーソナリティ・女優業と並行しながら活動を続け、シングル24枚、オリジナルアルバム8枚、コンセプトアルバム3枚、コレクションアルバム3枚、ベストアルバム1枚、ライブDVD4枚を発表している。アニメのサウンドトラックにおける楽曲収録も多く、自身が声優として関わっていない作品の楽曲を担当することもある。作品および楽曲は、デビューから2003年まで菅野よう子がプロデュースを行っていたが、2005年以降は坂本自身が田村充義と共同で、2013年以降は坂本がセルフプロデュースを行っている。
オリコンチャートによる週間ランキングにおいては、2003年4月発表のシングル「tune the rainbow」が最高位9位を記録し、自身初の同チャートトップ10入りを記録したことを機にランクイン記録の上昇が見られる。中でも2008年4月発表の、テレビアニメ『マクロスF』オープニングテーマソングに起用されたシングル「トライアングラー」は、同チャート最高位3位を記録し、自身最大の売り上げとなった他、第13回アニメーション神戸賞では主題歌賞を受賞する高い評価を得た。アニメ自体にも物語中盤から声優として出演し、挿入歌の作詞を手掛けるなど、主題歌以外にも様々な形で関わった。また、2011年1月発表の7枚目のオリジナルアルバム『You can't catch me』では、過去の全作品を通じて自身初の首位を獲得した。声優単独によるオリコン週間アルバムチャート1位獲得は、2010年に水樹奈々が記録して以来史上2人目となる。
ライブやコンサートは、2007年頃まではファンクラブ『IDS!』の会員限定イベントやラジオ番組の公開収録ライブなどとして小規模に開催する程度であった。しかし、2009年に『坂本真綾 LIVE TOUR 2009「かぜよみ」』で自身初のホールツアーを開催して以降は、自身の30歳の誕生日となる2010年3月31日に声優の単独公演としては5人目となる日本武道館コンサートを開催、2012年の『坂本真綾 LIVE TOUR 2012「ミツバチ」』では12会場14公演のツアーを行うなど、精力的に活動している。
ライブコンサートでは楽曲提供で縁のあった菅野よう子や河野伸、北川勝利といったアーティストがバンマスを務めている。2018年、大阪国際会議場で行われた『坂本真綾LIVE TOUR 2018“ALL CLEAR”』では河野伸（Key）、佐野康夫（Dr）、大神田智彦（B）、今堀恒雄（G）、石成正人（G）、稲泉りん（Cho）、高橋あず美（Cho）が演奏を担当した。
楽曲の歌詞は、自らで作詞を行うほか、主に日本語詞は岩里祐穂や一倉宏、英語詞はTim Jensenやtroyなどから提供を受けている。2005年以降は、鈴木祥子をはじめとしたシンガーソングライターや作詞家から提供された歌詞を歌うことも多い。また前述の通り、2008年にテレビアニメ『マクロスF』において挿入歌の作詞を行ったのを機に、作詞家としても数度歌詞提供を行っている。
2008年を最後にアニメ作品ではキャラクター名義の曲（キャラクターソング）を一切歌っておらず、『物語シリーズ』や『黒執事』など、坂本が声を担当した作品においてキャラクターソングが発表される際には坂本の演じた役のみ曲がないことが多い。
2019年3月1日には、「プラチナ」が平成アニソン大賞声優ソング賞（1989年 - 1999年）に選出された。

### エピソード
1997年にラジオドラマおよびテレビアニメ『CLAMP学園探偵団』のテーマソングを担当して以来、CLAMP原作の多数の作品において登場キャラクターの声を演じたり主題歌を担当するなどしている。
親交のある人物として、俳優の山崎樹範を挙げている。1999年にテレビアニメ『メダロット』で共演し、2001年に舞台『BANGARE』で再び共演したことをきっかけに親交がある。
オアシスのファンである。2005年5月24日にはジョージ・ウィリアムズをゲストに招き、ドント・ビリーヴ・ザ・トゥルース（先行発売の前日）などの特集をあげた。
先述通り舞台女優としても活動しており、『レ・ミゼラブル』においてはエポニーヌ役を2003年から2009年まで務めた。
2012年には、ジョン・ケアード演出のミュージカル『ダディ・ロング・レッグズ 〜 足ながおじさんより〜』のヒロインである、ジルーシャ・アボット役を演じた。ジルーシャ役の演技に対して第38回菊田一夫演劇賞・演劇賞を受賞した。

## 出演
太字はメインキャラクター。

### テレビアニメ
1996年
- 天空のエスカフローネ（神崎ひとみ）
- 水色時代（久我山夏実）

1998年
- 異次元の世界エルハザード（クァウール・タウラス）
- カウボーイビバップ（ステラ・ボナーロ）
- Night Walker -真夜中の探偵-（山崎理保）
- ロードス島戦記-英雄騎士伝-（リーフ）

1999年
- 臣士魔法劇場 リスキー☆セフティ（桂木萌）
- メダロット（純米カリン）

2001年
- 学校の怪談（渡辺みゆき）
- ココロ図書館（珠音、シュリ）
- ジーンシャフト（ベアトリーチェ・ラティオ）
- 名探偵コナン（岳野ユキ）

2002年
- 王ドロボウJING（ミモザ）
- Kanon（天野美汐）
- 真・女神転生Dチルドレン ライト&ダーク（アテナ）
- .hack//SIGN（アウラ）
- 爆闘宣言ダイガンダー（ベティ）
- バロムワン（木戸紀子）
- ぷちぷり*ユーシィ（アリエス）
- ラーゼフォン（美嶋玲香 / ハルカ）

2003年
- WOLF'S RAIN（ハモナ）
- .hack//黄昏の腕輪伝説（アウラ / モルティ）
- ヒートガイジェイ（プリンセス）

2004年
- 機動戦士ガンダムSEED DESTINY（ルナマリア・ホーク、マユ・アスカ）
- 攻殻機動隊 STAND ALONE COMPLEX（コドモトコ）
- ファンタジックチルドレン（2004年 - 2005年、メル、10才のゲルタ）

2005年
- ツバサ・クロニクル（2005年 - 2006年、知世姫） - 2シリーズ
- ブラック・ジャック（水原ゆうこ）

2006年
- 桜蘭高校ホスト部（藤岡ハルヒ）
- Kanon（第2作）（天野美汐）
- それいけ!アンパンマン（2006年 - 2024年、オカリナ姫〈3代目〉、ハテナ姫〈初代〉、妖精リーフ）
- 貧乏姉妹物語（山田きょう）
- 蟲師（周）

2007年
- D.Gray-man（蝋花）
- DEATH NOTE（2007年 - 2008年、高田清美） - 1シリーズ + 特別編
- NARUTO -ナルト-（2007年 - 2015年、マツリ） - 2シリーズ

2008年
- GUNSLINGER GIRL -IL TEATRINO-（エリザヴェータ）
- 黒執事（2008年 - 2025年、シエル・ファントムハイヴ） - 5シリーズ
- ソウルイーター（クロナ）
- タカネの自転車（高澄高嶺）
- デュエル・マスターズ クロス（2008年 - 2010年、シズカ） - 2シリーズ
- 鉄腕バーディー DECODE（2008年 - 2009年、中杉小夜香） - 2シリーズ
- バンブーブレード（鈴木凛）
- マクロスF（ランシェ・メイ）
- 無限の住人（町）
- ワールド・デストラクション 〜世界撲滅の六人〜（モルテ・アーシェラ）

2009年
- CANAAN（アルファルド）

2010年
- COBRA THE ANIMATION（シークレット）
- 荒川アンダー ザ ブリッジ（ニノ） - 2シリーズ
- 四畳半神話大系（明石さん）
- STAR DRIVER 輝きのタクト（2010年 - 2011年、エンドウ・サリナ）

2011年
- アップルシードXIII（デュナン）
- うさぎドロップ（正子）
- Suzy's Zoo だいすき! ウィッツィー（ナレーター）
- TIGER & BUNNY（鏑木友恵）
- ブレイド（マコト）
- ラストエグザイル-銀翼のファム-（ロシャナク・ババール）

2012年
- PSYCHO-PASS サイコパス（王陵璃華子）
- 〈物語〉シリーズ（2012年 - 2019年、忍野忍、旧キスショット） - 7シリーズ

2013年
- COPPELION（小津詩音）
- ドラえもん（テレビ朝日版第2期）（ニーナ）
- マギ The kingdom of magic（シェヘラザード）

2014年
- キャプテン・アース（モコ）
- 攻殻機動隊入門 あらいず（素子）
- 世界征服〜謀略のズヴィズダー〜（隼房香織 / ホワイトファルコン）

2015年
- アルスラーン戦記（2015年 - 2016年、ファランギース） - 2シリーズ
- うしおととら（蒼月須磨子）
- 攻殻機動隊 ARISE ALTERNATIVE ARCHITECTURE（草薙素子）
- Go!プリンセスプリキュア（北風あすか）
- ゴッドイーター（アリサ・イリーニチナ・アミエーラ）
- 東京喰種トーキョーグール シリーズ（2015年 - 2018年、エト / 高槻泉） - 3シリーズ
- 七つの大罪（2015年 - 2021年、マーリン、ローザ） - 4シリーズ + 特別編

2016年
- 亜人（マイヤーズ）
- 学戦都市アスタリスク（オーフェリア・ランドルーフェン）
- 金田一少年の事件簿R（柏木医師）
- こねこのチー（2016年 - 2018年、お母さん、ディーバ猫） - 2シリーズ
- ジョーカー・ゲーム（安原ミヨコ）
- 舟を編む（林香具矢）
- マギ シンドバッドの冒険（シェヘラザード）

2017年
- 神撃のバハムート VIRGIN SOUL（ソフィエル）
- Re:CREATORS（築城院真鍳）
- Fate/Apocrypha（ルーラー / ジャンヌ・ダルク）
- メイドインアビス（ライザ、ナレーション）
- 血界戦線 & BEYOND（ルシアナ・エステヴェス）

2018年
- 魔法使いの嫁（2018年 - 2023年、マリエル） - 3シリーズ
- Cutie Honey Universe（キューティーハニー / 如月ハニー）
- ピアノの森（2018年 - 2019年、一ノ瀬怜子） - 2シリーズ
- 覇穹 封神演義（女媧）
- 銀河英雄伝説 Die Neue These 邂逅（アンネローゼ・フォン・グリューネワルト）
- Lostorage conflated WIXOSS（夢限）
- かくりよの宿飯（磯姫）
- 蒼天の拳 REGENESIS（マリーヌ）
- ソードアート・オンライン アリシゼーション（2018年 - 2020年、クィネラ / アドミニストレータ） - 3シリーズ
- マンガで分かる!Fate/Grand Order（ジャンヌ・ダルク / ジャンヌ・ダルク・オルタ・サンタ・リリィ）

2019年
- フルーツバスケット（2019年 - 2021年、草摩慊人） - 3シリーズ
- キャロル&チューズデイ（クリスタル）
- 鬼滅の刃（2019年 - 2024年、珠世） - 3シリーズ
- 賢者の孫（アリア）
- かつて神だった獣たちへ（エリザベス / アラクネ）
- 炎炎ノ消防隊（2019年 - 2025年、森羅〈子・幼少期〉、象日下部） - 3シリーズ
- あんさんぶるスターズ!（あんず）
- BEM（謎の女 / ベガ）
- Fate/Grand Order -絶対魔獣戦線バビロニア-（2019年 - 2020年、レオナルド・ダ・ヴィンチ）
- 星合の空（春日絹代）
- ちはやふる3（2019年 - 2020年、猪熊遥）
- 歌舞伎町シャーロック（2019年 - 2020年、アイリーン・アドラー）

2020年
- 織田シナモン信長（マリー・リリィ・アントワネット） - 「坂犬真綾」名義
- ファンタシースターオンライン2 エピソード・オラクル（メルフォンシーナ）
- 空挺ドラゴンズ（アスケラ）
- 富豪刑事 Balance:UNLIMITED（神戸鈴江）
- イエスタデイをうたって（狭山杏子）
- Re:ゼロから始める異世界生活（2020年 - 2021年、エキドナ） - 2シリーズ
- 食戟のソーマ 豪ノ皿（特等執行官 / 薙切真凪）
- 100万の命の上に俺は立っている（2020年 - 2021年、ファティナ） - 2シリーズ

2021年
- 半妖の夜叉姫（是露） - 2シリーズ
- 魔術士オーフェンはぐれ旅（カーロッタ）
- 美少年探偵団（瞳島眉美）
- 出会って5秒でバトル（万年青伊織）
- プラチナエンド（小学生明日）
- 王様ランキング（2021年 - 2023年、魔法の鏡 / ミランジョ） - 2シリーズ
- 海賊王女（ヘレナ・ザルモワーズ）
- かぎなど（2021年 - 2022年、天野美汐） - 2シリーズ

2022年
- 平家物語（平滋子）
- 殺し愛（ホーク・リッツラン）
- 最遊記RELOAD -ZEROIN-（妖怪の少女）
- であいもん（雪平真理）
- アークナイツ（2022年 - 2025年、タルラ） - 3シリーズ

2023年
- TRIGUN STAMPEDE（レム・セイブレム）
- 大雪海のカイナ（アメロテ）
- 火狩りの王（2023年 - 2024年、明楽） - 2シリーズ
- Dr.STONE（2023年 - 2025年、フランソワ） - 4シリーズ
- デッドマウント・デスプレイ（聖女）

2024年
- 休日のわるものさん（桜の精の女の子）
- 七つの大罪 黙示録の四騎士（マーリン） - 2シリーズ
- 花野井くんと恋の病（柴村月葉）
- チ。-地球の運動について-（2024年 - 2025年、ラファウ）
- アサティール2 未来の昔ばなし（三女 イリア）

2025年
- 未ル わたしのみらい（少女）
- ある魔女が死ぬまで（テティス）
- 完璧すぎて可愛げがないと婚約破棄された聖女は隣国に売られる（フィアナ・イースフィル）

### 劇場アニメ
1990年
- さようならカバくん（大杉幸子）
- まっ黒なおべんとう（折免きみえ）

1992年
- リトルツインズ ぼくらの夏が飛んでいく（チフル）

1995年
- GHOST IN THE SHELL / 攻殻機動隊（草薙素子少女体）

1999年
- CLOVER（スウ）

2000年
- エスカフローネ（神崎ひとみ）
- 劇場版カードキャプターさくら 封印されたカード（『無』のカード）

2003年
- ラーゼフォン 多元変奏曲（美嶋遥 / 神名玲香）

2005年
- 劇場版ツバサ・クロニクル 鳥カゴの国の姫君（知世姫）

2006年
- 真救世主伝説 北斗の拳 ラオウ伝 殉愛の章（リン）
- トップをねらえ! & トップをねらえ2! 合体劇場版!!（ラルク）

2007年
- 劇場版 空の境界（2007年 - 2013年、両儀式） - 8部作+『未来福音』
- 真救世主伝説 北斗の拳 ラオウ伝 激闘の章（リン）
- ストレンヂア 無皇刃譚（萩姫）

2009年
- ヱヴァンゲリヲン新劇場版:破（真希波・マリ・イラストリアス）
- チョコレート・アンダーグラウンド（キャロル・ハンター）
- 劇場版 マクロスF 虚空歌姫〜イツワリノウタヒメ〜（ランシェ・メイ）

2010年
- TRIGUN Badlands Rumble（アメリア・アン・マクフライ）

2011年
- 鋼の錬金術師 嘆きの丘の聖なる星（ジュリア・クライトン）

2012年
- 劇場版 TIGER & BUNNY -The Beginning-（鏑木友恵）
- 伏 鉄砲娘の捕物帳（船虫）
- ヱヴァンゲリヲン新劇場版:Q（真希波・マリ・イラストリアス）

2013年
- キャプテンハーロック -SPACE PIRATE CAPTAIN HARLOCK-（ナミ）
- 攻殻機動隊ARISE -GHOST IN THE SHELL-（草薙素子）
- スタードライバー THE MOVIE（エンドウ・サリナ）

2014年
- PERSONA3 THE MOVIE（2014年 - 2016年、アイギス） - 3作品

2015年
- クレヨンしんちゃん オラの引越し物語 サボテン大襲撃（カロリーナ）
- 攻殻機動隊 新劇場版（草薙素子）
- 映画 Go!プリンセスプリキュア Go!Go!!豪華3本立て!!!（レフィの母）

2016年
- 亜人 -衝突-（マイヤーズ）
- 傷物語（2016年 - 2017年、キスショット・アセロラオリオン・ハートアンダーブレード） - 3部作
- モンスターストライク THE MOVIE はじまりの場所へ（焔レン〈小学生〉）

2017年
- 劇場版 黒執事 Book of the Atlantic（シエル・ファントムハイヴ）

2018年
- 文豪ストレイドッグス DEAD APPLE（アガサ・C）
- 劇場版 七つの大罪（2018年 - 2021年、マーリン） - 2作品
- 劇場版 はいからさんが通る 後編 〜花の東京大ロマン〜（ラリサ）

2019年
- 劇場版総集編【前編】メイドインアビス 旅立ちの夜明け（ライザ、ナレーション）
- 劇場版総集編【後編】メイドインアビス 放浪する黄昏（ライザ、ナレーション）
- 劇場版 ダンジョンに出会いを求めるのは間違っているだろうか -オリオンの矢-（アルテミス）
- 二ノ国（サキ〈三島早希〉 / ヴェルサ・ロアム）

2020年
- メイドインアビス 深き魂の黎明（ライザ、ナレーション）
- 劇場版 Fate/Grand Order -神聖円卓領域キャメロット- / -冠位時間神殿ソロモン-（2020年 - 2021年、レオナルド・ダ・ヴィンチ、ジャンヌ・ダルク、アレキサンダー） - 3作品

2021年
- シン・エヴァンゲリオン劇場版𝄇（真希波・マリ・イラストリアス） - 「筆記協力」としてもクレジット
- サイダーのように言葉が湧き上がる（まりあ）
- 神在月のこども（シロ）

2022年
- THE FIRST SLAM DUNK（赤木晴子）

2023年
- 映画 プリキュアオールスターズF（プリム / キュアシュプリーム）
- 大雪海のカイナ ほしのけんじゃ（アメロテ）

2024年
- 機動戦士ガンダムSEED FREEDOM（ルナマリア・ホーク）
- 映画しまじろう「ミラクルじまの なないろカーネーション」（大魔法使い）
- ルックバック（4コマの女性）

2025年
- 劇場版 鬼滅の刃 無限城編 第一章 猗窩座再来（珠世）

### OVA
1989年
- ひろしまのエノキ
- 神州魑魅変（内藤織絵〈子供時代〉）

1992年
- リトルツインズ（チフル）

2002年
- Kanon（天野美汐）※DVD全巻購入特典
- .hack//SIGN（アウラ）

2003年
- 聖闘士星矢 冥王ハーデス十二宮編（パンドラ）

2004年
- 北へ。〜Diamond Dust Drops〜（ターニャ・リピンスキー）
- トップをねらえ2!（ラルク・メルク・マール）

2005年
- ファイナルファンタジーVII アドベントチルドレン（2005年 - 2009年、エアリス・ゲインズブール） - 2作品

2007年
- ガンダムSEED & SEED DESTINY ファンディスク SEED SUPERNOVA ist（ルナマリア・ホーク）
- 天保異聞 妖奇士 奇士神曲（媛）
- 茄子 スーツケースの渡り鳥（豊城ひかる）

2008年
- 真救世主伝説 北斗の拳 トキ伝（リン）
- .hack//G.U. TRILOGY（アウラ）
- HELLSING（リップヴァーン・ウィンクル）

2009年
- けものとチャット（毛野本茶々）
- ツバサ 春雷記（知世姫）

2011年
- 聖闘士星矢 THE LOST CANVAS 冥王神話（先代アテナ）
- ブラック・ジャック FINAL（ゆりえ）

2012年
- コードギアス 亡国のアキト（2012年 - 2016年、レイラ・マルカル）
- みのりスクランブル!（たまきのお母さん）

2014年
- 今際の国のアリス（2014年 - 2015年、紫吹小織） - コミックス第12・13・14巻DVD付き限定版

2015年
- 黒執事 Book of Murder（シエル・ファントムハイヴ）

2019年
- 銀河英雄伝説 Die Neue These 星乱（アンネローゼ・フォン・グリューネワルト）

2021年
- Fate/Grand Carnival（レオナルド・ダ・ヴィンチ、ジャンヌ・ダルク / ジャンヌ・ダルク〔オルタ〕 / ジャンヌ・ダルク・オルタ・サンタ・リリィ）

2022年
- フルーツバスケット -prelude-（草摩慊人）

2024年
- コードギアス 奪還のロゼ（レイラ・マルカル）

### Webアニメ
2010年代
- 弱酸性ミリオンアーサー（2015年、スカアハ）
- 超機動街区 KASHIWA-NO-HA（2015年、ユウコ、エイタ）
- 暦物語（2016年、忍野忍）
- ポケモンジェネレーションズ（2016年、マリ）
- メガトン級ムサシ パイロットフィルム（2016年、南沙也加）
- Fate/Grand Order -絶対魔獣戦線バビロニア- Episode 0 Initium Iter（2019年、レオナルド・ダ・ヴィンチ）

2020年代
- ブライト：サムライソウル（2021年、千早）
- スーパー・クルックス（2021年、ケイシー）
- ULTRAMAN（2022年、イズミ）
- Tekken: Bloodline（2022年、リン・シャオユウ）
- 四畳半タイムマシンブルース（2022年、明石さん）
- Fate/Grand Order 藤丸立香はわからない（2022年 - 2025年、レオナルド・ダ・ヴィンチ、ジャンヌ・ダルク、ジャンヌ・ダルク〈オルタ〉） - 3シリーズ + 特別編2作品
- こねこのチー ポンポンらー夏休み（2024年、お母さん）
- 〈物語〉シリーズ オフ&モンスターシーズン（2024年、忍野忍 / アセロラ姫 / キスショット・アセロラオリオン・ハートアンダーブレード）

### ゲーム
1996年
- m〜君を伝えて〜（武蔵野香）
- 天空のエスカフローネ COLLECTION
- まるごと 水色時代 CD ROM for Windows

1997年
- 天空のエスカフローネ（ひとみ）

1998年
- テイルコンチェルト（テリア姫）
- AZEL -パンツァードラグーン RPG-（アゼル）
- ファンタスティックフォーチュン（藤原芽衣〈メイ・フジワラ〉）
- Little Lovers 2nd（ゆい）

1999年
- ヴォイスカーニバル Vol.1 メビウスの時計（麻由美）
- ギガウイング（アイシャ） - ドリームキャスト版
- 北へ。White Illumination（ターニャ・リピンスキー）
- 北へ。Photo Memories（ターニャ・リピンスキー）
- 後夜祭-a shert of youthful memories-（橋本理佐）
- サンライズ英雄譚（神崎ひとみ）
- Dancing Blade かってに桃天使!II 〜Tears of Eden〜（スズナ）
- 超発明BOYカニパン 〜暴走ロボトの謎!?〜（マリア）
- デバイスレイン（夕凪汐音）
- 電幻天使シャングリラ（みりん）
- Little Lovers SHE SO GAME（ゆい）
- ロマンシア（セリナ＝レビ＝ラウルーラ）

2000年
- Kanon（天野美汐）
- ナップルテール（ポーチ、ナレーション、歌）
- ぼくのなつやすみ（空野萌）
- メダロット3（純米カリン）

2001年
- おかえりっ!〜夕凪色の恋物語〜（篠原渚）
- Missing Blue（シーナ・アリール）
- メダロット4（純米カリン）
- ルナ・ウイング 〜時を越えた聖戦〜（パティ）

2002年
- キングダム ハーツ（エアリス）
- .hack// Vol.1 - 4（2002年 - 2003年、アウラ、なつめ、クソザアクア） - 4作品
- パンツァードラグーン オルタ（アゼル）
- ぼくのなつやすみ2 海の冒険篇（相楽靖子、入院患者）

2003年
- SUNRISE WORLD WAR Fromサンライズ英雄譚（ひとみ）
- 白中探険部（君嶋由佳）
- デッド オア アライブ シリーズ（2003年 - 2015年、ラ・マリポーサ / リサ） - 8作品
- 武刃街（蓉華）
- メダロットBRAVE（純米カリン）
- ラーゼフォン 蒼穹幻想曲（美嶋玲香）

2004年
- 機動戦士ガンダムSEED DESTINY（ルナマリア・ホーク）
- スーパーロボット大戦MX（美嶋玲香）

2005年
- 機動戦士ガンダムSEED 連合vs.Z.A.F.T.（ルナマリア・ホーク）
- 機動戦士ガンダムSEED DESTINY GENERATION of C.E.（ルナマリア・ホーク）
- キングダム ハーツII（エアリス）
- 鋼の錬金術師3 神を継ぐ少女（ソフィ・ベルクマン）
- ぼくらのかぞく（コッコ）

2006年
- アーマード・コア4（フィオナ・イェルネフェルト）
- SDガンダム GGENERATION（2006年 - 2025年、ルナマリア・ホーク） - 7作品
- 機動戦士ガンダムSEED DESTINY 連合vs.Z.A.F.T.II（ルナマリア・ホーク）
- 機動戦士ガンダムSEED DESTINY 連合vs.Z.A.F.T.II PLUS（ルナマリア・ホーク）
- JEANNE D'ARC（ジャンヌ・ダルク）
- ゼーガペイン NOT（ニンバス）
- ソニック・ザ・ヘッジホッグ（エリス）
- ペルソナ3（アイギス）
- ぼくのなつやすみポータブル ムシムシ博士とてっぺん山の秘密!!（空野萌）

2007年
- ASH -ARCHAIC SEALED HEAT-（エミュ）
- エースコンバット6 解放への戦火（マティルダ・ハーマン）
- 桜蘭高校ホスト部（藤岡ハルヒ）
- 機動戦士ガンダムSEED 連合vs.Z.A.F.T. PORTABLE（ルナマリア・ホーク）
- クライシス コア ファイナルファンタジーVII（エアリス・ゲインズブール）
- スーパーロボット大戦Scramble Commander the 2nd（ルナマリア・ホーク）
- .hack//G.U.（2007年 - 2017年、なつめ、Aura） - 2作品
- 聖闘士星矢 冥王ハーデス十二宮編（パンドラ）
- ペルソナ3 フェス（アイギス）
- まほろばStories（スズ）

2008年
- アーマード・コア フォーアンサー（フィオナ・イェルネフェルト）
- ガンダム無双2（ルナマリア・ホーク）
- 幻想水滸伝ティアクライス（マリカ）
- 白騎士物語 -古の鼓動-（シズナ姫）
- スーパーロボット大戦Z（ルナマリア・ホーク）
- ソウルイーター モノトーン プリンセス（クロナ）
- ソウルイーター メデューサの陰謀（クロナ）
- D.Gray-man 奏者ノ資格（蝋花）
- MELTY BLOOD Actress Again（両儀式）
- 428 〜封鎖された渋谷で〜（サダカ）
- ルーンファクトリー2（カイル）
- ワールド・デストラクション 導かれし意思（モルテ・アーシェラ）

2009年
- 桜蘭高校ホスト部DS（藤岡ハルヒ）
- 黒執事 Phantom & Ghost（シエル・ファントムハイヴ）
- ソウルイーター バトルレゾナンス（クロナ）
- バンブーブレード 〜“それから”の挑戦〜（鈴木凛）
- ファイナルファンタジーXIII（ライトニング）
- ペルソナ3 ポータブル（アイギス）

2010年
- アルトネリコ3 世界終焉の引鉄は少女の詩が弾く（ティリア）
- ガンダム無双3（ルナマリア・ホーク）
- 機動戦士ガンダム エクストリームバーサス（2010年 - 2016年、ルナマリア・ホーク） - 4作品
- ゴッドイーター（アリサ・イリーニチナ・アミエーラ）
- ゴッドイーター バースト（アリサ・イリーニチナ・アミエーラ）
- ザ・サード バースデイ（アヤ・ブレア）
- 白騎士物語 -光と闇の覚醒-（シズナ姫）
- .hack//Link（アウラ、なつめ、クビア）
- Fate/EXTRA（両儀式）
- ぼくのなつやすみポータブル2 ナゾナゾ姉妹と沈没船の秘密!（相楽靖子、入院患者）

2011年
- STAR DRIVER 輝きのタクト 銀河美少年伝説（エンドウ・サリナ）
- 聖闘士星矢戦記（パンドラ）
- 第2次スーパーロボット大戦Z 破界篇 / 再世篇（2011年 - 2012年、ルナマリア・ホーク） - 2作品
- ディシディア デュオデシム ファイナルファンタジー（ライトニング、エアリス・ゲインズブール）
- テイルズ オブ エクシリア（アグリア）
- 鉄拳タッグトーナメント2（リン・シャオユウ）
- ファイナルファンタジーXIII-2（ライトニング）
- ファイナルファンタジー零式（ディーヴァ）
- ブラック★ロックシューター THE GAME（BRS、WRS）
- FRONTIER GATE（マリアシャルテ）

2012年
- アーマード・コアV（COMボイス13、14）
- 鬼武者Soul（浅井初、井伊直虎、飯尾田鶴、今川寿桂尼、大友ジュリア、織田於犬、小野お通、五峰、諏訪湖衣、八戸祢々、初芽、最上義姫、紅狐 他）
- テイルズ オブ エクシリア2（アグリア）
- 化物語 ポータブル（忍野忍）
- PROJECT X ZONE（凌暁雨、アウラ、アリサ・アミエーラ）
- ペルソナ4 ジ・アルティメット イン マヨナカアリーナ（アイギス）
- 嫁コレ（レイラ・マルカル、シエル・ファントムハイヴ）

2013年
- ゴッドイーター2（アリサ・イリーニチナ・アミエーラ）
- スーパーロボット大戦OGサーガ 魔装機神III PRIDE OF JUSTICE（レミア・ザニア・ヴァルハレヴィア）
- スーパーロボット大戦UX（ルナマリア・ホーク）
- 聖闘士星矢 ブレイブ・ソルジャーズ（パンドラ）
- バイオハザード6 Special Package（シェリー・バーキン）
- ペルソナ4 ジ・アルティマックス ウルトラスープレックスホールド（アイギス）
- ライトニング リターンズ ファイナルファンタジーXIII（ライトニング）

2014年
- 戦国BASARA シリーズ（2014年 - 2016年、井伊直虎） - 3作品
- 第3次スーパーロボット大戦Z 時獄篇 / 天獄篇（2014年 - 2015年、ルナマリア・ホーク、ラルク・メルク・マール、真希波・マリ・イラストリアス） - 2作品
- ペルソナQ シャドウ オブ ザ ラビリンス（アイギス）
- スーパーロボット大戦OGサーガ 魔装機神F COFFIN OF THE END（レミア・ザニア・ヴァルハレヴィア）
- 零 濡鴉ノ巫女（鏡宮累）
- グランブルーファンタジー（2014年 - 2022年、アルルメイヤ、オリヴィエ）
- Fate/hollow ataraxia（ジャンヌ）
- 乖離性ミリオンアーサー（スカアハ）

2015年
- 七つの大罪 真実の冤罪（マーリン）
- しんぐんデストロ〜イ!（アリサ・イリーニチナ・アミエーラ）
- 鉄拳7（リン・シャオユウ）
- ゴッドイーター2 レイジバースト（アリサ・イリーニチナ・アミエーラ）
- キャプテン・アース Mind Labyrinth（モコ）
- 神撃のバハムート（オリヴィエ、アルルメイヤ）
- デジモンストーリー サイバースルゥース（暮海杏子、アルファモン）
- ファイナルファンタジー 零式 HD（ディーヴァ）
- ポポロクロイス牧場物語（ピエトロ王子）
- ディスワールド（主人公女性）
- Fate/Grand Order（2015年 - 2025年、アレキサンダー、ジャンヌ・ダルク、レオナルド・ダ・ヴィンチ、両儀式） - 3作品
- 白猫プロジェクト（マーリン）
- 聖闘士星矢 ソルジャーズ・ソウル（パンドラ）
- アルスラーン戦記×無双（ファランギース）
- ゴッドイーター リザレクション（アリサ・イリーニチナ・アミエーラ）
- PROJECT X ZONE 2:BRAVE NEW WORLD（アリサ・アミエーラ、凌暁雨、アウラ）
- ディシディア ファイナルファンタジー（ライトニング）

2016年
- .hack//New World（泣き姫）
- 龍が如く 極（澤村由美）
- League of Legends（タリヤ）
- ヴァルキリーコネクト（ヘル）
- ZERO ESCAPE 刻のジレンマ（ミラ）
- 学戦都市アスタリスクフェスタ 煌めきのステラ（オーフェリア・ランドルーフェン）
- 討鬼伝2（博士）
- ワールド オブ ファイナルファンタジー（ライトニング）
- Fate/EXTELLA（2016年 - 2018年、ジャンヌ・ダルク） - 2作品
- オルタンシア・サーガ -蒼の騎士団-（ファランギース）

2017年
- ニューダンガンロンパV3 みんなのコロシアイ新学期（春川魔姫）
- 蒼き革命のヴァルキュリア（ブリュンヒルデ）
- 夢王国と眠れる100人の王子様（シエル・ファントムハイヴ）
- スーパーロボット大戦V（ルナマリア・ホーク、真希波・マリ・イラストリアス）
- ファンタシースターオンライン2（メルフォンシーナ＝リースフェルト）
- モンスターストライク（2017年 - 2024年、忍野忍、石川五右衛門、エキドナ、珠世、アルスラーン、アドミニストレータ、ルナマリア・ホーク）
- いただきストリート ドラゴンクエスト&ファイナルファンタジー 30th ANNIVERSARY（ライトニング）
- 真・女神転生 DEEP STRANGE JOURNEY（ゼレーニン）

2018年
- ディシディア ファイナルファンタジー NT（ライトニング）
- 逆転オセロニア（マーリン）
- 七つの大罪 ブリタニアの旅人（マーリン）
- 戦場のヴァルキュリア4（カイ・シュレン）
- ゴッドイーターレゾナントオプス（アリサ）
- ペルソナ3 ダンシング・ムーンナイト（アイギス）
- BLAZBLUE CROSS TAG BATTLE（アイギス）
- 世界樹の迷宮X（ペルセフォネ）
- 〈物語〉シリーズ ぷくぷく（忍野忍）
- オーディンクラウン（アリーティア）
- スーパーロボット大戦X-Ω（2018年 - 2019年、ラルク・メルク・マール、キューティーハニー〈Universe ver.〉）
- 機動戦士ガンダム エクストリームバーサス2（2018年 - 2025年、ルナマリア・ホーク） - 4作品
- あかねさす少女（ナギ）
- 妖怪ウォッチ ぷにぷに（2018年 - 2024年、ライトニング、マーリン、ヴェルサ、真希波・マリ・イラストリアス、エキドナ）
- ペルソナQ2 ニュー シネマ ラビリンス（アイギス）
- ぷよぷよ!!クエスト（2018年 - 2023年、アイギス、エキドナ）

2019年
- テイルズ オブ ザ レイズ（2019年 - 2020年、アグリア、アリサ・イリーニチナ・アミエーラ）
- DEAD OR ALIVE 6（ラ・マリポーサ）
- マギアレコード 魔法少女まどか☆マギカ外伝（忍野忍）
- 共闘ことばRPG コトダマン（2019年 - 2023年、石川五右衛門、真希波・マリ・イラストリアス、マーリン、アイギス、リン、象日下部、忍野忍 / キスショット）
- Days Gone（サラ・ウィテカー）
- 永遠の七日（アントネーワ）
- 北斗の拳 LEGENDS ReVIVE（2019年 - 2023年、リン、ルイ、リン・シャオユウ）
- DEATH STRANDING（ママー）
- 東京喰種: re 【CALL to EXIST】（エト）
- THE KING OF FIGHTERS ALLSTAR（2019年 - 2021年、リン・シャオユウ、マーリン）

2020年
- キングダム ハーツIII（エアリス） - DLC追加キャラクター
- モンスターハンター ライダーズ（ヒルダ）
- ファイナルファンタジーVII リメイク（エアリス・ゲインズブール）
- ソードアート・オンライン アリシゼーション リコリス（アドミニストレータ）
- ワールドフリッパー（オリヴィエ）

2021年
- ファイアーエムブレム ヒーローズ（フュリー）
- スーパーロボット大戦DD（2021年 - 2024年、真希波・マリ・イラストリアス、レイラ・マルカル、ルナマリア・ホーク）
- 彼女、お借りします ヒロインオールスターズ（マーリン）
- 鬼滅の刃 ヒノカミ血風譚（珠世）
- 機動戦士ガンダム U.C. ENGAGE（2021年 - 2025年、ペッシェ・モンターニュ、セリーヌ・ロム、リュース・クランゲル、ソロン）

2022年
- コードギアス Genesic Re;CODE（レイラ・マルカル）
- SDガンダム バトルアライアンス（リュース・クランゲル） - DLC追加キャラクター
- クライシス コア -ファイナルファンタジーVII- リユニオン（エアリス・ゲインズブール）

2023年
- Kanon（天野美汐） - Switch版
- Fate/Samurai Remnant（2023年 - 2024年、ランサー / ジャンヌ・ダルク）
- コードギアス 反逆のルルーシュ ロストストーリーズ（2023年 - 2024年、レイラ・マルカル）
- 機動戦士ガンダム アーセナルベース（2023年 - 2024年、ルナマリア・ホーク）

2024年
- 機動戦士ガンダム バトルオペレーション2（ペッシェ・モンターニュ）
- 鉄拳8（リン・シャオユウ）
- ペルソナ3 リロード（アイギス）
- ファイナルファンタジーVII リバース（エアリス・ゲインズブール）
- なつもん! 20世紀の夏休み 追加DLC『夕焼けの島とラジオ局』（トビヤマさん)
- 聖剣伝説 VISIONS of MANA（ライザ）
- 銀河英雄伝説 Die Neue Saga（アンネローゼ・フォン・グリューネワルト）

2025年
- 鬼滅の刃 ヒノカミ血風譚2（珠世）

### ドラマCD
1989年
- 風の大陸 第二部 呪いの町（パレン・セルの孫）

1991年
- PATHWAY FOR SANTA CLAUS 〜サンタがくれたおくりもの〜（キッド）

1992年
- リトルツインズ CDブック

1996年
- 人形草紙あやつり左近 -あだしが原心中鴉地獄-（柏崎茜）
- 天空のエスカフローネ シリーズ（神崎ひとみ）

1998年
- キス（小川加恵）
- 刻の大地（エスト）
- ロードス島戦記-英雄騎士伝- オリジナルドラマアルバム1（リーフ）

1999年
- 後夜祭 オリジナルドラマ&スペシャルボイス 〜アトノマツリ〜（橋本理佐）
- デバイスレイン（夕凪汐音）

2000年
- Kanon（天野美汐）
- G-SAVIOUR イカロスの紅い翼（エリーシア）

2001年
- おとのでるにょっき（にょっき）

2003年
- オーディオドラマ名作選 〜オズの魔法使い〜（ドロシー）
- .hack//黄昏の腕輪伝説（アウラ、モルティ）
- 魔探偵ロキ（大堂寺繭良）
- ラグーンエンジン（峰水綾人）
- ローゼンクロイツシリーズ（シュザンナ）

2005年
- 機動戦士ガンダムSEED DESTINY SUIT CD Vol.6 「SHINN ASUKA×DESTINY GUNDAM」（ルナマリア・ホーク）

2006年
- 桜蘭高校ホスト部 シリーズ（藤岡ハルヒ）
- きょうとあすのメッセージCD（きょう）※DVD初回特典CD
- トップをねらえ2! トップレスドラマ!（ラルク）

2007年
- アーネンエルベの一日（両儀式）
- ASH -ARCHAIC SEALED HEAT-スペシャルドラマCD（エミュ）
- ペルソナ3（アイギス）

2008年
- 幻想水滸伝ティアクライス（マリカ）
- 黒執事 華麗なるドラマCD（シエル・ファントムハイヴ）
- ルーンファクトリー2（カイル）

2010年
- ゴッドイーター（アリサ・イリーニチナ・アミエーラ）
- FINAL FANTASY XIII Episode Zero -Promise- Story01 -ENCOUNTER-（ライトニング）
- ペルソナ3 ポータブル（アイギス）
- 四畳半 いろはかるた読み上げCD（明石さん）

2011年
- 荒川アンダー ザ ブリッジ×2 撮りおろしCDドラマ（ニノ）
- アルトネリコ3 世界終焉の引鉄は少女の詩が弾く sideティリア〜After story〜（ティリア）
- TIGER & BUNNY オーディオドラマ（雨宮友恵）

2014年
- 終末録音/the Garden of oblivion（両儀式） - 『空の境界 未来福音』DVD&BD初回特典CD

2015年
- 乖離性ミリオンアーサー ドラマCD（スカアハ）
- Fate/Grand Order First Take（レオナルド・ダ・ヴィンチ） - 『TYPE-MOONエース Fate/Grand Order』付録

2016年
- Fate/Grand Order アンソロジードラマCD The Blue Bird（レオナルド・ダ・ヴィンチ） - 『コンプティーク』2016年4月号付録

2021年
- 劇場版 Fate/Grand Order -神聖円卓領域キャメロット- 後編 Paladin; Agateram 豪華版パンフレット付属「Character Radio CD」（レオナルド・ダ・ヴィンチ）

2023年
- ルーンファクトリー3 スペシャル Dream Collection特典ドラマCD「主人公大集合！オールスタードラマCD」（カイル）

### ラジオドラマ
- 「お父さんのバックドロップ」
- 「ひとめあなたに…」 （沢村智子 役）1988年
- 「サイタ サイタ サクラガ サイタ」
- 「小さい妖精の小さいギター」
- 「天国にいちばん近い島」
- 「放課後にあそびましょ」 「桜井智のアニメExpress」（1996年） 番組内ドラマ
- G-SAVIOUR（エリーシア・エルグ）
- アニメイトON AIR!「オズの魔法使い」（ドロシー）
- 青春アドベンチャー（NHK-FM）
  - 「これは王国のかぎ」（ミリアム/アズハル）
  - 「ツングース特命隊」（アンナ）
  - 「鷲の歌」（乙鶴）
  - 「白狐魔記 蒙古の波」（雅姫）
  - 「白狐魔記 洛中の火」（雅姫）
  - 「白狐魔記 戦国の雲」（雅姫）
  - 「白狐魔記 天草の霧」（雅姫）
  - 「白狐魔記 元禄の雪」（雅姫）
  - 「1492年のマリア」（マリア）
  - 「また、桜の国で」（マジェナ）
  - 「紺碧のアルカディア」（皇女テオドラ）
  - 「ソラのスケッチブック」
  - 「ラングドックの薔薇」（マルケジア）
- TOKYO FM「シナプス」内『よ・み・き・か・せ』
  - どうして どうして？
  - なにがほしいの、おうじさま？
  - はじめてのもり
  - パパだいすきママだいすき
- TOKYO FM「Tokyo Copywriters' Street」
  - ぐるっとまわって 〜マフラーのうた〜
  - 数字のうた
  - 「それぞれ」の日記たち
  - 調査員<カグヤ>からのリポート
- NHK-FM 特集オーディオドラマ 「アシマの銃、セギルの草笛」（キーラ）

### 吹き替え

#### 担当女優
アシュレー・オルセン
- ザ・チャレンジ（エリザベス〈リジー〉）
- ニューヨーク・ミニット（ジェーン）
- ふたりはお年ごろ（クロエ・カールソン）
- ラブ in ローマ（レイラ）

アリアナ・リチャーズ
- グランドツアー（ヒラリー）
- ジュラシック・パーク（レックス）
- 少女キンバリーの選択（キンバリー）
- ハロウィン・インベーダー/火星人襲来!?（キャシー）
- プランサー（キャロル）

アンナ・パキン
- アミスタッド（イザベル2世）
- グース（エイミー・アルデン）※テレビ朝日版
- トゥルーブラッド（スーキー・スタックハウス）
- ピアノ・レッスン（フローラ・マクグラス）

クリスティーナ・リッチ
- キャスパー（1998年、キャット）
- 耳に残るは君の歌声（2001年、スージー）
- ジョーイ（2005年、マリー・テレサ）

ジェシカ・アルバ
- ダークエンジェル（2001年、マックス・ゲバラ）※テレビ朝日版
- ダークエンジェル2（2002年、マックス・ゲバラ）※テレビ朝日版
- ファンタスティック・フォー ［超能力ユニット］（2008年、スーザン・ストーム / インビジブル・ウーマン）※日本テレビ版
- アイズ（2009年、シドニー・ウェルズ）
- クレイジー・ドライブ（2015年、チャーリー）
- LA's FINEST/ロサンゼルス捜査官（2020年、ナンシー・マッケンナ）

ソーラ・バーチ
- 穴（リズ）
- 新アウターリミッツ（アギー・トラヴァース）
- ダンジョン&ドラゴン（サヴィーナ）※日本テレビ版
- ゆかいな天使/トラブるモンキー（エヴァ）

ナタリー・ポートマン
- ヒート（1998年、ローレン・グスタフソン）※テレビ朝日版
- スター・ウォーズシリーズ（パドメ・アミダラ）
  - スター・ウォーズ エピソード1/ファントム・メナス（1999年）
  - スター・ウォーズ エピソード2/クローンの攻撃（2002年）
  - スター・ウォーズ エピソード3/シスの復讐（2005年）
  - オビ＝ワン・ケノービ（2022年）

- 終わりで始まりの4日間（2006年、サム）
- コールド マウンテン（2007年、サラ）※テレビ東京版
- パリ、ジュテーム（10区）（2007年、フランシーヌ）
- マイ・ブルーベリー・ナイツ（2008年、レスリー）
- マゴリアムおじさんの不思議なおもちゃ屋（2008年、モリー）
- 抱きたいカンケイ（2011年、エマ・フランクリン）
- ブラック・スワン（2011年、ニナ・セイヤーズ）
- マーベル・シネマティック・ユニバース（ジェーン・フォスター）
  - マイティ・ソー（2011年）
  - マイティ・ソー/ダーク・ワールド（2014年）
  - アベンジャーズ/エンドゲーム（2019年）
  - ホワット・イフ...?（2021年）
  - ソー:ラブ&サンダー（2022年）

- メタルヘッド（2011年、ニコール）
- ロード・オブ・クエスト ドラゴンとユニコーンの剣（2012年、イザベル）
- ジェーン（2017年、ジェーン・ハモンド）
- ジャッキー/ファーストレディ 最後の使命（2017年、ジャクリーン・“ジャッキー”・ケネディ・オナシス）
- アナイアレイション -全滅領域-（2018年、レナ）
- プラネタリウム（2018年、ローラ・バーロウ）
- ルーシー・イン・ザ・スカイ（2020年、ルーシー）
- ソング・トゥ・ソング（2021年、ロンダ）
- ランニング・ワイルド:過酷なミッション #1（2023年、本人）
- レディ・イン・ザ・レイク（2024年、マディ・シュワルツ）
- ファウンテン・オブ・ユース 神秘の泉を探せ（2025年、シャーロット）

ヴァネッサ・ハジェンズ
- スイッチング・プリンセス（2018年、ステイシー/マーガレット）
- ポーラー 狙われた暗殺者（2019年、カミーユ）
- スイッチング・プリンセス: もう一度スイッチ!（2020年、ステイシー/マーガレット）

ハン・ヒョジュ
- 華麗なる遺産（2010年、コ・ウンソン）
- ビューティー・インサイド（2016年、ホン・イス）
- 人狼（2018年、イ・ユニ）

マーゴット・ロビー
- PAN AM/パンナム（2012年、ローラ・キャメロン）
- 死の谷間（2018年、アン・バーデン）
- スローターハウス・ルールズ（2020年、オードリー）

ミア・ワシコウスカ
- 永遠の僕たち（2012年、アナベル・コットン）
- アリス・イン・ワンダーランド（2013年、アリス・キングスレー）※フジテレビ版
- イノセント・ガーデン（2013年、インディア・ストーカー）

リア・ミシェル
- glee/グリー 踊る♪合唱部!?（2011年、レイチェル・ベリー）
- glee/グリー シーズン2（2012年、レイチェル・ベリー）
- glee/グリー シーズン3（2013年、レイチェル・ベリー）
- glee/グリー シーズン4（2014年、レイチェル・ベリー）
- glee/グリー シーズン5（2014年、レイチェル・ベリー）
- オズ めざせ! エメラルドの国へ（2015年、ドロシー・ゲイル）
- スクリーム・クイーンズ（2017年、ヘスター・ウルリッチ / シャネル6番）

レベッカ・ホール
- モンスター・ヴァース（2021年 - 2024年、アイリーン・アンドリューズ）
  - ゴジラvsコング
  - ゴジラxコング 新たなる帝国

- ナイト・ハウス（2022年、ベス）

#### 映画
1988年
- 危険な情事（エレン〈エレン・ハミルトン・ラトセン〉）※フジテレビ版
- 13日の金曜日 PART6 ジェイソンは生きていた!

1989年
- チキ・チキ・バン・バン（ジェマイマ〈ヒーザー・リプレー〉）※VHS版（DVD BD収録）
- 背信の日々（レイチェル〈マリア・バルディーズ〉）
- 花嫁はエイリアン（ジェシー〈アリソン・ハニガン〉）※日本テレビ版
- ベビーシッター・アドベンチャー（サラ〈マイア・ブリュートン〉）
- リーサル・ウェポン2/炎の約束（キャリー・マータフ〈エボニー・スミス〉）※テレビ朝日版

1990年
- アンタッチャブル（ネスの娘〈ケイトリン・モンゴメリー〉）※フジテレビ版
- ジョーズ'87 復讐篇（テア・ブロディ〈ジュディス・バーシ〉）※日本テレビ版
- ステラ（ジェニー〈幼年期〉〈アシュレイ・ペルドン〉）
- デューン/砂の惑星（アーリア・アトレイデス〈アリシア・ウィット〉）※テレビ朝日版（BD収録）
- ドリームチャイルド（イディス〈エマ・キング〉）※テレビ朝日版
- フィールド・オブ・ドリームス（カリン〈ギャビー・ホフマン〉）

1991年
- 汚れなき瞳の中に（マリアンナ〈エミリー・トレイシー〉）
- ダイ・ハード（ルーシー・マクレーン〈テイラー・フライ〉）※テレビ朝日版
- バルフォア家の人々（ローズ〈エマ・ジェーン・フォーラー〉）
- ファミリー（ヴァージニア〈キャディ・マックレイン〉）

1992年
- エマとおじいちゃん〜イギリスの四季・12カ月（エマ〈エマ・ヘルマー〉）
- カーリー・スー（カーリー・スー〈アリサン・ポーター〉）
- クリッター2（シンディ〈リンゼイ・パーカー〉）
- イウォーク・アドベンチャー（シンデル〈オーブリー・ミラー〉）※VHS版
- 素晴らしき日々（ベッキー〈クリステル・マッケラー〉）
- 天才少年ドギー・ハウザー（キャンディス〈メイエム・ビアリック〉）
- 南部の唄（ジニー〈ルアナ・パットン〉）※ブエナ・ビスタ版
- マンハッタン・ラブ（ルーシー〈ドナ・ヴィヴィノ〉）

1993年
- バロン（サリー〈サラ・ポーリー〉）※機内上映版
- 地獄の戦闘艇バラクーダ（トレイシー・アンドリュース〈キャンディス・ヒルブランド〉）
- 秘密指令センタウリ（カレン〈ジョスリン・ローゼン〉）
- フォーエヴァー・ヤング 時を超えた告白（アリス〈ヴェロニカ・ローレン〉）
- ニア・ダーク（サラ〈マーシー・リーズ〉）
- ライフ with マイキー（アンジー・ヴェガ〈クリスティナ・ヴィダル〉）

1994年
- 怒りを我らに（ジーン〈ラシャイラ・ローガン〉）
- キャンドルシュー/セントエドモンドの秘宝（アンナ〈サラ・タマクニ〉）
- 不思議の国のアリス（アリス〈ナタリー・グレゴリー〉）
- パパとマチルダ（マチルダ〈アラナ・オースティン〉）
- ヘンゼルとグレーテル（グレーテル〈ニコラ・ステイプルトン〉）
- ポリアンナ（ポリアンナ〈ヘイリー・ミルズ〉）
- マイ・ガール（ベーダ〈アンナ・クラムスキー〉）

1995年
- アンネ・フランクの思い出（アンネ・フランク）
- 木を植えた男（アンナ〈アンナ・ルードヴィッヒ〉）
- 汚れなき瞳（ケイティ〈ヘイリー・ミルズ〉）
- サンクスギビング・プロミス（ジェニー〈ジェシカ・プスカス〉）
- スティーブン・キングのランゴリアーズ（ダイナ・ベルマン〈ケイト・メイバリー〉）※VHS版
- バイバイ・ラブ（エマ〈エリザ・ダシュク〉）
- 暴走特急（サラ・ライバック〈キャサリン・ハイグル〉）※テレビ朝日版（日本語吹替音声追加収録版ブルーレイに収録）
- マイ・ガール2（ベーダ〈アンナ・クラムスキー〉）※テレビ版
- マッドラブ（ジョアンナ〈エイミー・サカジッツ〉）

1996年
- アルプスの少女ハイジ（クララ〈レキシー・ランドール〉）
- ウエンディーの見る夢は（シンシア〈デジレー・スミス〉）
- クイック&デッド（ケティ〈オリヴィア・バーネット〉）
- 世界で一番好きな人（エヴァ〈ジュリア・マラヴェル〉）
- ネバーエンディング・ストーリー3（ニコール〈メロディ・ケイ〉）※テレビ朝日版
- ハイジ（クララ）
- ポルターガイスト（ダナ・フリーリング〈ドミニク・ダン〉）※テレビ朝日版（BD収録）

1997年
- アンジェラ 15歳の日々（ダニエル・チェイス〈リサ・ウィルホイット〉）
- ガリバー旅行記（グラムダルクリッチ〈ケイト・メイバリー〉）
- ナティ物語（ナティ・ガン〈メレディス・サレンジャー〉）※ディズニーデラックス（現：Disney+）版
- ぼくらの戦争じゃない 〜ボスニア難民の子供たち〜（ダリボルカ）
- ポルターガイスト '96 悪魔の遺産（ミランダ〈コリーン・レニソン〉）
- ミセス・ダウト（リディア・ヒラード〈リサ・ジェイカブ〉）
- リンコ（リンコ〈ラナ・マッキサック〉）
- ロミオ+ジュリエット（ジュリエット〈クレア・デインズ〉）※ソフト版

1998年
- 愛の7日間（ポーラ〈ミッシー・フランシス〉）
- 子供たちは忘れない 〜残されたホロコーストの手記〜（エイリヤ）
- ダニエル・スティール ファミリー・ゲーム 〜美しき選択〜（パム〈エイミー・フォスター〉）※テレビ東京版
- 時計台の騎馬像（ジョアン〈ノーレイ・ソーントン〉）
- ともだちは科学者（エリアーヌ〈コリーン・レニソン〉）
- フリー・ウィリー2（ネイディーン〈メアリー・ケイト・シェルハート〉）※テレビ朝日版
- フロッグプリンセス（プリンセスワリシーサ）
- マック（コートニー〈ティナ・カスパリー〉）
- ラスト・ボーイスカウト（ダリアン〈ダニエル・ハリス〉）※テレビ朝日版

1999年
- オーバー・ザ・ムーン（マイラ〈リサ・ジェイカブ〉）
- オープン・ユア・アイズ エリーの不思議な冒険（エリー〈シャーロット・サリヴァン〉）
- 砂の妖精（ジェイン〈タムゼン・アウダス〉）
- モンタナの風に抱かれて（グレース〈スカーレット・ヨハンソン〉）
- ラストゲーム（メアリー・シャトルズワース〈ゼルダ・ハリス〉）

2000年
- アトミック・トレイン（グレース・シーガー〈ミーナ・スヴァーリ〉）※テレビ朝日版
- オーバー・ザ・ムーン
- シナリオライターは君だ!（ミッシェル / ジェシー / アリシア〈ジョハンナ・バンドン〉）
- ベッドの下はふしぎの国（フランシス〈エリン・チェンバース〉）
- ロミオ+ジュリエット（ジュリエット〈クレア・デインズ〉）※テレビ朝日版

2001年
- スモール・ソルジャーズ（クリスティ・フィンプル〈キルスティン・ダンスト〉）
- ドクター・ドリトル2（シャリース〈レイヴン・シモーネ〉）

2002年
- アンネ・フランク（マルゴー・フランク〈ジェシカ・マンリー〉）
- 幼なじみ（クリム〈ロール・ラウスト〉）
- 9デイズ（ジュリー〈ケリー・ワシントン〉）

2003年
- 藍色夏恋（モン・クーロウ〈グイ・ルンメイ〉）
- ウォーク・トゥ・リメンバー（ジェイミー〈マンディ・ムーア〉）
- 黒の怨（ケイトリン〈エマ・コールフィールド〉）
- スノー・クイーン 〜雪の女王〜（ゲルダ〈チェルシー・ホッブス〉）
- 28日後...（セリーナ〈ナオミ・ハリス〉）

2004年
- エージェント・コーディ（ナタリー〈ヒラリー・ダフ〉）
- 幸運という名の町（エリカ〈アマンダ・フラー〉）
- サハラに舞う羽根（エスネ〈ケイト・ハドソン〉）※ソフト版
- 沈黙の聖戦（ジェシカ〈サラ・マルクル・レイン〉）
- ティラミス（ジェーン〈カリーナ・ラム〉）
- 友引忌（ギョンア〈ハ・ジウォン〉）
- ドン・キホーテ（アントニア〈アメリア・ワーナー〉）
- 我が心のオルガン（ホンヨン〈チョン・ドヨン〉）
- WASABI（ユミ〈広末涼子〉）

2005年
- 英語完全征服（ヨンジュ〈イ・ナヨン〉）
- きみに読む物語（アリー・ハミルトン〈レイチェル・マクアダムス〉）
- Go! フィギュア（ケイトリン）
- キューティーブロンド（エル・ウィッズ〈リース・ウィザースプーン〉）
- サマリア（ヨジン〈クァク・チミン〉）
- 初恋のアルバム（ナヨン〈チョン・ドヨン〉）
- ミラーマスク（ヘレナ / 闇の女王〈ステファニー・レオニダス〉）
- やさしい嘘（アダ〈ディナーラ・ドルカーロワ〉）
- LOVERS（シャオメイ〈チャン・ツィイー〉）

2006年
- 頑張れ! グムスン（グムスン〈ペ・ドゥナ〉）
- ジム・ヘンソンの不思議の国の物語（アンシア〈ジェシカ・クラリッジ〉）
- 旅するジーンズと16歳の夏（リーナ〈アレクシス・ブレデル〉）
- 小さな恋のステップ（イヨン〈イ・ナヨン〉）
- デイ・アフター・トゥモロー（ローラ・チャプマン〈エミー・ロッサム〉）※テレビ朝日版
- テキサス・チェーンソー ビギニング（クリッシー〈ジョーダナ・ブリュースター〉）
- トゥモロー・ワールド（キー〈クレア＝ホープ・アシティー〉）
- ハイスクール・ミュージカル（テイラー・マッカーシー〈モニーク・コールマン〉）
- ファイナル・デッドコースター（ジュリー・クリステンセン〈アマンダ・クルー〉）
- PROMISE（傾城〈セシリア・チャン〉）
- 緑園の天使（ベルベット・ブラウン〈エリザベス・テイラー〉）※PDDVD版

2007年
- ハイスクール・ミュージカル2（テイラー・マッカーシー〈モニーク・コールマン〉）
- 王妃マリー・アントワネット（マリー・アントワネット〈カリーヌ・ヴァナッス〉）
- ヒヤシンス・ブルーの少女（マフダレーナ〈ローリエン・ヴァン・デン・ブレイク〉）

2008年
- ウォーター・ホース（ツーリスト〈メーガン・キャスリン〉）
- フランドル（バルブ〈アドレイド・ルルー〉）
- ドクター・ドリトル4（マヤ・ドリトル〈カイラ・プラット〉）※テレビ放送版
- ラスト、コーション（ワン・チアチー＝マイ夫人〈タン・ウェイ〉）

2009年
- X-MEN:ファイナル ディシジョン（キティ・プライド / シャドウキャット〈エリオット・ペイジ〉）※テレビ朝日版
- OSS 177 私を愛したカフェオーレ（ラルミナ〈ベルニース・ブジョ〉）
- それでも恋するバルセロナ（クリスティーナ〈スカーレット・ヨハンソン〉）
- 旅するジーンズと19歳の旅立ち（リーナ〈アレクシス・ブレデル〉）
- ハイスクール・ミュージカル/ザ・ムービー（テイラー・マッカーシー〈モニーク・コールマン〉）
- ブギーマン3（サラ〈エリン・ケイヒル〉）
- 突然!サバイバル（テイラー〈ローレン・ストーム〉）

2010年
- 作戦 The Scam（ユ・ソヨン〈キム・ミンジョン〉）
- スペース・バディーズ 小さな5匹の大冒険
- プリンス・オブ・ペルシャ/時間の砂（タミーナ王女〈ジェマ・アータートン〉）
- ワイルド・ガール（ケイト〈キンバリー・ニクソン〉）

2011年
- イースターラビットのキャンディ工場（サム・オヘア〈ケイリー・クオコ〉）
- ステップ・アップ3（ナタリー〈シャーニ・ヴィンソン〉）
- ソフィア・ローレン 母の愛（マリーア〈ジルタ・ラバルダイア〉）
- ピラニア3D（ケリー・ドリスコル〈ジェシカ・ゾア〉）
- キミとボク（銀王号〈ナッツ〉）

2012年
- 痛み（ドンヒョン〈チョン・リョウォン〉）
- 一枚のめぐり逢い（ベス・グリーン〈テイラー・シリング〉）
- スノーホワイト（スノーホワイト〈クリステン・スチュワート〉）
- 名探偵ポワロ 三幕の殺人（エッグ・リットン・ゴア〈キンバリー・ニクソン〉）

2013年
- サイレントヒル: リベレーション3D（ヘザー・メイソン / アレッサ〈アデレイド・クレメンス〉）※ソフト版
- ワールド・ウォーZ（セガン〈ダニエラ・ケステル〉）

2014年
- 最後の晩餐（ホー・チャオチャオ〈バイ・バイホー〉）
- 白い肌の異常な夜（キャロル〈ジョー・アン・ハリス〉）
- 世界スパイス見聞録（エマ）
- ダイバージェント（ベアトリス・“トリス”・プライアー〈シャイリーン・ウッドリー〉）
- トランセンデンス（ブリー〈ケイト・マーラ〉）

2015年
- インヒアレント・ヴァイス（ペチュニア・リーウェイ〈ジョアンナ・ニューサム〉）
- PAN 〜ネバーランド、夢のはじまり〜（メアリー〈アマンダ・サイフリッド〉）
- ベル ある伯爵令嬢の恋（ダイド・エリザベス・ベル〈ググ・バサ＝ロー〉）
- ワイルド・スピード SKY MISSION（ラムジー〈ナタリー・エマニュエル〉）

2016年
- インデペンデンス・デイ: リサージェンス（パトリシア・ウィットモア〈マイカ・モンロー〉）
- 人生はローリングストーン（サラ〈アンナ・クラムスキー〉）
- 素敵なサプライズ ブリュッセルの奇妙な代理店（アンネ〈ジョルジナ・フェルバーン〉）
- ダイバージェントNEO（ベアトリス・“トリス”・プライアー〈シャイリーン・ウッドリー〉）
- パパが遺した物語（ケイティ・デイヴィス〈アマンダ・サイフリッド〉）
- ポセイドン・アドベンチャー（ノニー・パリー〈キャロル・リンレイ〉）※BS-TBS版
- ミッドナイト・アフター（ユキ〈ジャニス・マン〉）
- モンスター・ハント（質屋の女将〈タン・ウェイ〉）

2017年
- エイリアン: コヴェナント（ダニエルズ〈キャサリン・ウォーターストン〉）
- 白い肌の異常な夜（キャロル〈ジョー・アン・ハリス〉）※イマジカBS版
- 新感染 ファイナル・エクスプレス（ソンギョン〈チョン・ユミ〉）
- ダイバージェントFINAL（ベアトリス・“トリス”・プライアー〈シャイリーン・ウッドリー〉）
- Death Note/デスノート（ミア・サットン〈マーガレット・クアリー〉）
- ライフ（ミランダ・ノース〈レベッカ・ファーガソン〉）
- ワイルド・スピード ICE BREAK（ラムジー〈ナタリー・エマニュエル〉）

2018年
- くるみ割り人形と秘密の王国（シュガー・プラム〈キーラ・ナイトレイ〉）
- グレート・アドベンチャー（アンバー〈チャン・チンチュー〉）
- TAU/タウ（ジュリア / サブジェクト3〈マイカ・モンロー〉）
- パシフィック・リム: アップライジング（ジュールス・レジェス〈アドリア・アルホナ〉）
- ミッドナイト・サン 〜タイヨウのうた〜（ケイティ〈ベラ・ソーン〉）
- Merry Christmas! 〜ロンドンに奇跡を起こした男〜（ケイト・ディケンズ〈モーフィッド・クラーク〉）
- レディ・プレイヤー1（サマンサ・クック / アルテミス〈オリヴィア・クック〉）

2019年
- アイアン・スカイ 第三帝国の逆襲（オビ〈ララ・ロッシ〉）
- 6アンダーグラウンド（ファイブ 〈アドリア・アルホナ〉）
- ターミネーター:ニュー・フェイト（グレース〈マッケンジー・デイヴィス〉）
- 小さい魔女とワルプルギスの夜（小さい魔女〈カロリーネ・ヘルフルト〉）

2020年
- サーホー（アムリタ〈シュラッダー・カプール〉）

2021年
- トムとジェリー（プリータ〈パラヴィ・シャーダ〉）
- ワイルド・スピード/ジェットブレイク（ラムジー〈ナタリー・エマニュエル〉）

2022年
- ブラックアダム（アドリアナ・トマズ〈サラ・シャヒ〉）

2023年
- ピーター・パン&ウェンディ（メアリー・ダーリング〈モリー・パーカー〉）
- ワイルド・スピード/ファイヤーブースト（ラムジー〈ナタリー・エマニュエル〉）
- インディ・ジョーンズと運命のダイヤル（ヘレナ・ショー〈フィービー・ウォーラー＝ブリッジ〉）
- バービー（ノーベル物理学賞受賞バービー〈エマ・マッキー〉）

2024年
- 神さま聞いてる? これが私の生きる道?!（バーバラ・サイモン〈レイチェル・マクアダムス〉）
- マダム・ウェブ（メアリー・パーカー〈エマ・ロバーツ〉）
- ビートルジュース ビートルジュース（リディア〈ウィノナ・ライダー〉）

2025年
- アマチュア（サラ・ヘラー〈レイチェル・ブロズナハン〉）
- マインクラフト/ザ・ムービー（アレックス）
- ファンタスティック4:ファースト・ステップ（スー・ストーム / インビジブル・ウーマン〈ヴァネッサ・カービー〉）

#### ドラマ
1988年
- 頑固じいさん孫3人（デーナ〈デーナバ・ギネス〉）
- ビッグバード 中国への旅（シャオ・フー）※スペシャル版

1990年
- 名探偵ポワロ 海上の悲劇（イズメニ〈ルイーザ・ジャネス〉）※NHK版

1991年
- 新・大草原の小さな家（サミー・クック）
- 探偵レミントン・スティール（アンジェル・ギャレン〈ブリジット・アンデルセン〉）

1995年
- ER緊急救命室（サンディ〈キンバリー・スコット〉）
- X-ファイル（シンディ〈エリカ・クリーヴィンズ〉、ティーナ〈サブリナ・クリーヴィンズ〉）

1996年
- ER緊急救命室（アンジェラ〈アランナ・ウバック〉）
- 高慢と偏見（リディア〈ジュリア・サワルハ〉）
- シカゴ・ホープ（タマラ〈エリス・ニール〉）
- スタートレック:ディープ・スペース・ナイン（ヴァリス・サル〈ジーナ・フィリップス〉）

1997年
- X-FILE シーズン3（ジェシー〈アロカ・マクリーン〉）

1998年
- ER III 緊急救命室（チャーリー〈キルスティン・ダンスト〉）
- ミステリー・グースバンプス（エイミー〈マギー・キャッスル〉）

2001年
- どこかでなにかがミステリー（カミラ〈カイラ・プラット〉）

2002年
- ER VIII 緊急救命室（レイチェル〈ハリー・ハーシュ〉）

2003年
- オポジット学園（ミランダ〈マーゴット・フィンレイ〉）
- ザ・プラクティス ボストン弁護士ファイル（ジェニー）
- パパにはヒ・ミ・ツ（ブリジット・ヘネシー〈ケイリー・クオコ〉）

2004年
- パパにはヒ・ミ・ツ2（ブリジット〈ケイリー・クオコ〉）

2005年
- ER X 緊急救命室（レイチェル〈ハリー・ハーシュ〉）
- パリの恋人（ユナ〈オ・ジュウン〉）

2006年
- WITHOUT A TRACE/FBI 失踪者を追え! シーズン2（ジェシカ〈アマンダ・フラー〉）
- グレイズ・アナトミー2（ボニー〈モニカ・キーナ〉）
- ドクター・フー シリーズ1（ローズ・タイラー〈ビリー・パイパー〉）

2007年
- WITHOUT A TRACE/FBI 失踪者を追え! シーズン3（チェルシー〈ソフィア・ソコロフ〉）
- 君はどの星から来たの（ポクシル / ヘス〈チョン・リョウォン〉）
- ドクター・フー シリーズ2（ローズ・タイラー〈ビリー・パイパー〉）
- 朱蒙 -チュモン- Prince of the Legend（ソソノ〈ハン・ヘジン〉）

2008年
- グレイズ・アナトミー3（ボニー〈モニカ・キーナ〉）
- CSI:7 科学捜査班（ナタリー・デイヴィス〈ジェシカ・コリンズ〉）
- 新・上海グランド（馮程程〈スン・リー〉）

2009年
- CSI:8 科学捜査班（ナタリー・デイヴィス〈ジェシカ・コリンズ〉）

2010年
- CSI:9 科学捜査班（ナタリー・デイヴィス〈ジェシカ・コリンズ〉）

2011年
- ER XV 緊急救命室（レイチェル・グリーン〈ハリー・ハーシュ〉）
- シェイムレス 俺たちに恥はない（フィオナ・ギャラガー〈エミー・ロッサム〉）
- テロワール（イ・ウジュ〈ハン・ヘジン〉）

2012年
- 華麗なる遺産〜燦爛人生〜（シア・チンテン〈エッダ・チェン〉）
- シェイムレス2 俺たちに恥はない（フィオナ・ギャラガー〈エミー・ロッサム〉）
- CHASE/逃亡者を追え!（カリーナ〈ダニエル・パナベイカー〉）

2013年
- シェイムレス3 俺たちに恥はない（フィオナ・ギャラガー〈エミー・ロッサム〉）
- ストライクバック:極秘ミッション（クレア）
- その冬、風が吹く（オ・ヨン〈ソン・ヘギョ〉）
- ハート・オブ・ディクシー ドクターハートの診療日記（ゾーイ・ハート〈レイチェル・ビルソン〉）
- HUNTED/ハンテッド（サム・ハンター〈メリッサ・ジョージ〉）

2014年
- シェイムレス4 俺たちに恥はない（フィオナ・ギャラガー〈エミー・ロッサム〉）

2015年
- エレメンタリー3 ホームズ&ワトソン in NY（キティ・ウィンター〈オフィリア・ラヴィボンド〉）
- シェイムレス5 俺たちに恥はない（フィオナ・ギャラガー〈エミー・ロッサム〉）
- ドクター・フー ニュー・ジェネレーション スペシャル版（ローズ・タイラー〈ビリー・パイパー〉）
- HELIX -黒い遺伝子-（サラ・ジョーダン〈ジョーダン・ヘイズ〉）

2016年
- シェイムレス6 俺たちに恥はない（フィオナ・ギャラガー〈エミー・ロッサム〉）
- 戦争と平和（ナターシャ〈リリー・ジェームズ〉）
- フーディーニ&ドイルの怪事件ファイル 〜謎解きの作法〜（アデレード・ストラットン〈レベッカ・リディアード〉）
- ロスト・ガール（ケンジー〈クセニア・ソロ〉）

2017年
- ヴァンパイア・ダイアリーズ（シビル〈ナタリー・ケリー〉）
- オクニョ 運命の女（オクニョ〈チン・セヨン〉、少女時代のオクニョ〈チョン・ダビン〉）
- 花郎〈ファラン〉（アロ〈Ara〉）
- マーズ 火星移住計画（マルタ・カーメン〈アナマリア・マリンカ〉）

2018年
- シェイムレス7 俺たちに恥はない（フィオナ・ギャラガー〈エミー・ロッサム〉）

2019年
- シェイムレス8 俺たちに恥はない（フィオナ・ギャラガー〈エミー・ロッサム〉）
- シェイムレス9 俺たちに恥はない（フィオナ・ギャラガー〈エミー・ロッサム〉）
- 不滅の恋人（チャヒョン〈チン・セヨン〉）
- マーズ 火星移住計画2（マルタ・カーメン〈アナマリア・マリンカ〉）

2020年
- リトル・ファイアー〜彼女たちの秘密（エレナ・リチャードソン〈リース・ウィザースプーン〉）
- 保健教師アン・ウニョン（アン・ウニョン〈チョン・ユミ〉）

2021年
- シェイムレス10 俺たちに恥はない（ステラ）
- ジーニアス:アレサ（アレサ・フランクリン〈シンシア・エリヴォ〉）
- ザ・ネバーズ（アマリア・トルー〈ローラ・ドネリー〉）
- TOP DOG - 勝者の階段 -（エミリー〈ヨセフィン・アスプルンド〉）

2022年
- ハウス・オブ・ザ・ドラゴン（アリセント・ハイタワー〈オリヴィア・クック〉）

2023年
- デイジー・ジョーンズ・アンド・ザ・シックスがマジで最高だった頃（en）(デイジー・ジョーンズ〈ライリー・キーオ〉)

2024年
- 三体（ジン・チェン〈ジェス・ホン〉）※Netflix版
- NCIS: シドニー（ミシェル・マッキー〈オリヴィア・スワン〉）
- ハウス・オブ・ザ・ドラゴン シーズン2（アリセント・ハイタワー〈オリヴィア・クック〉）

2025年
- マキシマ オランダ・プリンセス物語（マクシマ・ソレギエタ〈デルフィナ・チャベス〉）

#### アニメ
- インサイド・ヘッド2（ダリィ[339]）
- 蛙にされたワシリーサ姫（ワシリーサ姫）
- 下の階には澪がいる（如月澪[340]）
- SING/シング（ロジータ[341]）
  - SING/シング: ネクストステージ[342]
- スター・ウォーズシリーズ（パドメ・アミダラ）
  - スター・ウォーズ クローン大戦
  - スター・ウォーズ/クローン・ウォーズ
  - スター・ウォーズ/クローン・ウォーズ(テレビシリーズ)
  - LEGO スター・ウォーズ パダワン・メナス
  - スター・ウォーズ/フォース・オブ・デスティニー（母親）
- ティンカー・ベル（フォーン）
  - ティンカー・ベルと月の石
  - ティンカー・ベルと妖精の家
  - ピクシー・ホロウ・ゲームズ 妖精たちの祭典
  - ティンカー・ベルと輝く羽の秘密
  - ティンカー・ベルとネバーランドの海賊船
  - ティンカー・ベルと流れ星の伝説
- 鉄拳 BLOOD VENGEANCE（リン・シャオユウ）
- バービーシリーズ
  - バービーとペガサスの魔法（アニカ）
  - バービーと妖精の国フェアリートピア（エリーナ）
  - バービーと人魚の国マーメディア（エリーナ）
  - バービーのフェアリー・プリンセス（マリポーサ）
  - バービーと伝説の馬（バービー）
  - バービーと魔法のバレエシューズ（クリスティン）
  - バービーのマーメード・プリンセス（ルミナ）
  - バービー ドリームトピア（バービー）
- ブランディ アンド Mr.ウィスカーズ（ブランディ・ハリントン）
- ヘンゼルとグレーテル（グレーテル）
- ボス・ベイビー ファミリー・ミッション（キャロル[343]）
- 夜のとばりの物語（少女）
- 夜のとばりの物語 -醒めない夢-（少女）
- リトルフット（セラ）※劇場公開版
- レゴ ムービー 2（メイヘム将軍[344]）
- ロード・オブ・ザ・リング/ローハンの戦い（エオウィン[345]）
- わんわん物語（子犬）※1989年再公開版、ソフト版

#### その他
- プロジェクト・ランウェイ5（2010年）
- 極主夫道 実写CMPV（2019年、美久）

### ナレーション
- テレビCM KDDI
- MTV「MUSIC AND MORE」キャンペーンCM
- アニメイト店内ナレーション（2015年1月27日 - 2月27日）
- 癒しの灯り占い
- 印象派を超えて‐点描の画家たち（音声ガイドナレーション）
- 機動戦士ガンダムSEED DESTINY 連合vs.Z.A.F.T.II PLUSPV（ルナマリア・ホーク）
- 月刊少年ガンガンテレビCM
- 月刊GファンタジーテレビCM
- 月刊NewtypeテレビCM
- ケンタッキーテレビCM
- 国立科学博物館特別展 深海‐挑戦の歩みと驚異の生き物たち‐（音声ガイドナレーション 2013年7月6日 - 10月6日）
- 国立科学博物館特別展 ヒカリ展 光のふしぎ、未知の輝きに迫る!（音声ガイドナレーション 2014年10月28日 - 2014年2月22日）
- Zigsow紹介動画
- 十六茶テレビCM
- SINDEE & FORESTONES「LuckyLips」 PV（MC）
- 世界樹の迷宮III 星海の来訪者プロモーションムービー
- 大英博物館 古代エジプト展（ジュニア版音声ガイド）
- タワーレコード閉店コール（2010年3月30日 - ）
- 地球大好きラジオCM「人間にしてみたら」
- 東京ディズニーランド - スプラッシュマウンテン内のスタンバイ場所
- ファイナルファンタジー レコードキーパー - テレビCM、4周年記念スペシャルMOVIE
- 羽田空港国際線ターミナル駅開業テレビCM
- 眉山ロープウェイ（徳島県徳島市）車内アナウンス 2009年10月10日 - 12日、2010年2月24日 - 3月7日、2012年9月22日 - 10月5日限定
- htoL#NiQ -ホタルノニッキ- 朗読ムービー[346]）
- ポンキッキーズP-kids通信
- ヤングガンガンテレビCM
- ユニバーサル・スタジオ・ジャパン - スペース・ファンタジー・ザ・ライド（コスミアの声）
- 西尾維新大辞展（2017年、音声ガイド）忍野忍 役[347]
- 「ショパン–200年の肖像」展（2019年 - 2020年、音声ガイド）
- よみうりランド - Pokémon WONDER（クレソ博士）[348]
- ミロ展（2025年3月1日- 7月6日 東京都美術館、ナレーション）[349]

#### DVD
- ぱんだdeまふまふ（2006年6月23日/VIBY-5032）
- 手のひら動物園 チンチラと子犬と仲間達（2007年4月25日/VIBY-5080）
- ストレンヂア ナビゲーションDVD（2007年9月25日）
- PERSONE MUSIC LIVE2009 -Velvetroom in Wel City Tokyo-（2010年6月23日、アイギス役として声の出演）

#### プラネタリウム番組
- ALMA まだ見ぬ宇宙へ（サンシャインスターライトドーム満天）
- Feel The Night Sky 星に恋して（川口市立科学館 サイエンスワールド内プラネタリウム、ディスカバリーパーク焼津・ときめき遊星館）
- Telescope 〜宇宙への扉〜（川口市立科学館 サイエンスワールド内プラネタリウム、郡山市ふれあい科学館 スペースパーク、岡山天文博物館、日立シビックセンター科学館、和歌山市立こども科学館）
- Ocean in Mind 〜ホクレア号〜（川口市立科学館 サイエンスワールド内プラネタリウム）
- Planet Cafe 〜星空の虹〜（川口市立科学館 サイエンスワールド内プラネタリウム）
- 〜Planet Cafe〜夜空の宝石箱（サンシャインスターライトドーム満天）
- 〜Planet Cafe II〜星見るしあわせ（秋田ふるさと村星空探検館・スペーシア、さいたま市宇宙劇場、日立シビックセンター科学館）
- 世界の星空 〜Music from 坂本真綾〜（サンシャインスターライトドーム満天）
- 〜光と幻想のシンフォニー〜 神秘の光オーロラ（川口市立科学館 サイエンスワールド内プラネタリウム、サンシャインスターライトドーム満天）
- Night Flight 世界の星空〜Music from 坂本真綾（サンシャインスターライトドーム満天）
- 星の航海〜An Ocean In Mind〜（川口市立科学館 サイエンスワールド内プラネタリウム）
- 宮沢賢治 〜双子の星〜
- 夜空の宝石箱 〜Planet Cafe〜（秋田ふるさと村星空探検館・スペーシア）
- 夜空の星物語 - ヨーロッパ編 - （コニカミノルタプラネタリウム "満天"）
- SNOWFLAKE 雪は天からの手紙（なよろ市立天文台きたすばる）
- 天空の泉（戸田市こどもの国プラネタリウム）
- 私が愛する天文台の街 あさくち（岡山天文博物館）
- オーロラ・ 生命の輝き
- コスモス・オデッセイー 宇宙を見つめる探求の旅（川口市立科学館 サイエンスワールド内プラネタリウム）
- プラネタリウム100周年記念番組 「宇宙の模型」（コスモプラネタリウム渋谷）[350]
- UYUNI －天空の鏡・ウユニ塩湖－（板橋区立教育科学館）[351][352]

### デジタルコミック
- VOMIC まつりスペシャル（羽生まつり）
- VOMIC 月華美刃（竹之内カグヤ）
- MONSTERS（2021年、フレア[353]）

### ラジオ
- コニカミノルタ presents NIGHT ON THE PLANET（TOKYO FM、2004年4月-12月）
- yellow tail music tail（TOKYO FM、2005年1月-2006年3月）
- サッポロビール Key of Dish（TOKYO FM、2006年4月-2007年9月）
- 黄金色の幸福を求めて（ラジオNIKKEI）
- 坂本真綾のないしょ話（NACK5、1996年10月-1997年3月）
- Girls' School Fantasy（NACK5、1997年4月-9月）
- Girls' School Fantasy G（NACK5、1997年10月-1998年3月）
- 坂本真綾のTHE DIARY（bayfm、2001年10月-2002年3月）
- 東芝 Beats per Minutes（TOKYO FM）
- 東芝 Cyber Town Story Chisato（TOKYO FM）
- VIRTUAL ADVENTURE（NACK5）
- 坂本真綾 I.D.（NACK5・FM OSAKA・FM AICHI、1998年10月-2005年3月）
- 坂本真綾のWHO IS LUCY（fm fukuoka・SENDAI CITY-FM・FM-NIGATA・K-MIX）
- hot pot Kiroro内「ループループマアヤ」（2005年4月30日-2005年7月1日）
- FM SPECIAL「オアシス祭」（DJ：ジョージ・ウィリアムス&坂本真綾/FM OSAKA・bayfm・Fm yokohama・NORTH WAVE・NACK5・ZIP-FM・CROSS FM・Inter FM）
- 坂本真綾スタジオ・ラジオ・スペシャル（bayfm、2004年2月7日）
- 坂本真綾 少年アリススタジオ・アンプラクド・ライブ（FM AICHI・FM OSAKA、2004年2月8日）
- 坂本真綾のビタミンM（bayfm）
- 坂本真綾 I.D. night flight（NACK5・FM OSAKA・NORTH WAVE・CROSS FM、2006年10月-2007年6月）
- 坂本真綾のグレープフルーツ（ラジオ大阪、1997年4月-9月）
- アニメトピアR（ラジオ大阪・文化放送、1998年4月-2000年3月）
- 坂本真綾のEscaflowneeyes（文化放送、2000年7月-9月）
- 坂本真綾のLucy's Radio Show（文化放送、2001年2月-3月）
- 坂本真綾のシネマストリート（ラジオNIKKEI）
- ジャングルパラダイス・エンジェルスプラッシュ（スターデジオ、2000年7月-2001年9月）
- 桜蘭高校ホスト部まにあっ!（ポッドキャスティング、2006年4月1日-4月22日）
- 坂本真綾 地図と手紙と恋のうた（TBSラジオ MIXUP内の箱番組）
- 坂本真綾 15th Anniversary Special（CROSS FM、2010年10月7日-2010年10月28日）
- 坂本真綾 You can't catch me（CROSS FM、2011年1月6日-1月27日）
- 坂本真綾 from everywhere.（Rhythm Station・FM-NIIGATA・FMぐんま・RADIO BERRY・FMとやま・HELLO FIVE・e-radio・FM OSAKA・Kiss FM KOBE・V-air・FMS・Air-Radio FM88：2011年10月 - 2016年3月29日）
- webラジオ “SSW”（2013年3月6日 - 4月3日）
- Maaya Sakamoto Special Program -Duets-（TOKYO FM・FM大阪・FM AICHI、2021年3月）

### テレビドラマ
- 末っ子長男姉三人（2003年、エミ）
- 桜蘭高校ホスト部（2011年、ナレーション）
- ACMA:GAME アクマゲーム（2024年、コルジァの声[354]）

### その他のテレビ番組
- 「中国美味大紀行! さすらいの麻婆豆腐 幻のルーツはどこだ!?」 1988年10月15日 ※テレビ初出演
- 「裁判所へ行こう!」1990年
- 「ミュージカル・アニー 少女たちの120日戦争」 1991年4月6日
- 「真夜中の王国」1997年6月9日
- 「めざましテレビ」1997年6月10日
- 「遊惑星スペシャル」1997年6月24日
- 「愛LOVEジュニア」1997年7月28日
- 「渋谷でチュッ!」1997年10月17日
- 「アニメぱらだいす」1999年2月1日
- 「アニメージュTV」2000年1月23日
- 坂本真綾・君に届く声 〜ミュージック&ドキュメント〜（TBSチャンネル、2006年6月25日）
- 坂本真綾 special -You can't catch me-（MUSIC ON! TV、2011年1月16日）
- COMPASS 〜未来航路〜（日本テレビ、2012年4月 - 9月）
- 突撃! 日本ごちそう100景2（テレビ東京、2012年5月11日） - ナレーション
- ヒカリノモリ（日本テレビ、2012年10月1日 - 12月24日） - ナビゲーター
- やついフェスティバル〜渋谷が一番アツイ日！新感覚ライブイベント〜（NHK BSプレミアム、2013年7月21日） - ナレーション
- NHKドキュメンタリー「逆・転・人・生」（NHK総合、2017年5月8日） - ナレーション
- 歴史探偵「本能寺の変」（NHK総合、2019年12月18日） - ナレーション
- 堂本兄弟2019 ハッピークリスマスSP（フジテレビ、2019年12月25日）
- NHKスペシャル「9.11 閉ざされた真相 〜遺族と国家の20年〜」（NHK総合、2021年9月11日） - ナレーション
- NNNドキュメント「あきらめまーや！〜不屈のネイリスト…必ず歩く〜」（広島テレビ、2021年9月27日） - ナレーション
- 高専ロボコン2022「全国大会 ミラクルフライ 空へ舞いあがれ」（NHK総合、2022年12月24日） - ナレーション
- 6000曲の“パレード” 作曲家 梶浦由記（NHK BS、2023年12月23日） - ナレーション
- Fate Project 大晦日TVスペシャル2023 “英霊紀行フランス編”（TOKYO MX・BS11ほか、2023年12月31日）

### オーディオブック
- 偽物語（下）（朗読）
- 「逝ってしまった君へ」[355]（あさのますみ著）

### アプリ
- FROG MINUTE（ナレーション）
- マリアラーム（真希波・マリ・イラストリアス）

### パチンコ・パチスロ機
- パチスロ ゴッドイーター（アリサ・イリーニチナ・アミエーラ[356]）
- 新世紀エヴァンゲリオンシリーズ（真希波・マリ・イラストリアス）
  - EVANGELION ART
  - エヴァンゲリオン 希望の槍
  - ヱヴァンゲリヲン 〜真実の翼〜
  - ヱヴァンゲリヲン 〜生命の鼓動〜
  - 新世紀エヴァンゲリオン 〜魂の軌跡〜
  - CRヱヴァンゲリヲン 〜始まりの福音〜
  - CRヱヴァンゲリヲン7
  - CRヱヴァンゲリヲン8 〜BATTLE OF EHRE〜
  - CRヱヴァンゲリヲン9
- パチスロ STAR DRIVER 輝きのタクト（エンドウ・サリナ[357]）
- CRフィーバースター・ウォーズ ダース・ベイダー降臨（パドメ・アミダラ）
- CR天空のエスカフローネ（神崎ひとみ）
- CRトップをねらえ2!（ラルク・メルク・マール）
- CR化物語（忍野忍）
- CRペルソナ3（アイギス[358]）

### 朗読番組
- 坂本真綾の満月朗読館（「最前線スペシャル」サイトにて満月の夜にUstreamで配信、2010年9月23日、10月23日、11月22日、12月21日）

### 舞台
- 水色時代（久我山夏美）
- ANGEL TOUCH（麗音）
- BANGARE（佐々木忍）
- LETTER 〜bring to light〜（野々村律子）
- レ・ミゼラブル（帝国劇場他、2003年-2009年） - エポニーヌ 役
- DHE@stageプロデュース 「朗読劇 私の頭の中の消しゴム」- 薫 役
  - 1st letter（ル テアトル銀座、2010年5月29日・6月1日）
  - 3rd letter（天王洲 銀河劇場、2011年5月2日・8日）
  - 名古屋公演（名鉄ホール、2012年3月6日）
  - 大阪公演（シアター・ドラマシティ、2012年7月14日・15日）
- 朗読活劇 レチタ・カルダ「ジャンヌ・ダルク」（上野水上野外音楽堂、2011年10月14日・15日）
- ミュージカル・ロマンス「ダディ・ロング・レッグズ 〜 足ながおじさんより〜」- ジルーシャ 役
  - シアタークリエ公演（2012年9月2日 - 19日、2013年1月5日 - 9日、2014年3月1日 - 22日）
  - 地方公演（りゅーとぴあ 新潟市民芸術文化会館、2012年9月22日/iichiko グランシアタ、2012年9月26日/森ノ宮ピロティホール、2012年9月28日・29日/福岡市民会館、2012年10月3日/サンケイホールブリーゼ、2014年3月25日 - 27日/福岡市民会館、2014年3月31日/中日劇場、2014年4月4日 - 6日）
  - シアタークリエ公演（2017年11月1日 - 24日）[359]
  - 全国公演（久留米シティプラザ ザ・グランドホール、2017年11月28日・29日/兵庫県立芸術文化センター 阪急中ホール、2017年12月1日 - 3日/中日劇場、2017年12月16日・17日）
  - シアタークリエ公演（2020年9月4日 - 10日）[360]
  - 全国公演（梅田芸術劇場 シアター・ドラマシティ、2020年9月12日 - 14日/御園座、2020年9月19日 - 22日/東京建物 Brillia HALL、2020年9月24日 - 27日）
- シアタークリエ10周年記念コンサート「TENTH」（シアタークリエ）
  - 第1部 10周年記念ダイジェスト公演『この森で、天使はバスを降りた』（2018年1月24日 - 31日） - パーシー 役
  - 第2部 10周年記念ガラコンサート（2018年1月30日・31日[注 3]）
- ほし×こえ さいたま公演（さいたま市宇宙劇場 3Fプラネタリウムホール、2019年10月6日）
- 朗読劇 LOVE LETTERS 30th こけら落としスペシャル（PARCO劇場、2020年2月16日）※ 井上芳雄と共演[361]

#### 休演
- ミュージカル「リトルプリンス」（シアタークリエ、2022年1月8日 - 31日） - 王子役 ※土居裕子とダブルキャスト[362]
  - 2021年10月6日、健康上の理由で出演を休むことを発表した[15]。

### 雑誌
- TVBros 表紙（2010年2月20日号）
- CD Journal 表紙（2010年4月号・2011年2月号）
- MUSIC MAGAZINE 表紙・特集（2010年4月号・2021年4月号）
- cast vol.47 表紙・特集（2013年3月27日発売号）
- 音楽と人 表紙・特集（2014年9月号・2021年5月号）
- 別冊カドカワDirecT 08 BACK COVER SPECIAL（2017年12月27日発売）ISBN 978-4-04-896125-7

## ディスコグラフィ

### シングル
※RIAJ認定は全てダウンロードによるもの　
|            | 発売日         | タイトル                                 | 規格品番                                  | 規格品番                                  | オリコン 最高位 | RIAJ 認定 |
| 初回限定盤 | 発売日         | タイトル                                 | 通常盤                                    |                                           | オリコン 最高位 | RIAJ 認定 |
| ---------- | -------------- | ---------------------------------------- | ----------------------------------------- | ----------------------------------------- | --------------- | --------- |
| 1          | 1996年4月24日  | 約束はいらない                           |                                           | VIDL-10764                                | 44位            |           |
| 2          | 1997年9月22日  | Gift                                     | VIDL-30035                                | 圏外                                      |                 |           |
| 3          | 1998年4月22日  | 奇跡の海                                 | VIDL-30202                                | 43位                                      |                 |           |
| 4          | 1998年11月21日 | 走る                                     | VIDL-30370                                | 87位                                      |                 |           |
| 5          | 1999年10月21日 | プラチナ                                 | VIDL-30450                                | 21位                                      | ゴールド        |           |
| 6          | 2000年6月21日  | 指輪                                     | VIDL-30497                                | 30位                                      |                 |           |
| 7          | 2000年8月23日  | しっぽのうた                             | VIDL-30506                                | 39位                                      |                 |           |
| 8          | 2000年12月16日 | マメシバ                                 | VIDL-30514                                | 47位                                      |                 |           |
| 9          | 2002年2月21日  | ヘミソフィア                             | VICL-35358                                | 22位                                      |                 |           |
| 10         | 2003年2月21日  | gravity                                  | VICL-35459                                | 23位                                      |                 |           |
| 11         | 2003年4月2日   | tune the rainbow                         | VICL-35483                                | VICL-35472                                | 9位             |           |
| 12         | 2005年5月11日  | ループ                                   |                                           | VICL-35791                                | 7位             |           |
| 13         | 2006年6月14日  | 風待ちジェット/スピカ                    | VICL-36059                                | 14位                                      |                 |           |
| 14         | 2007年11月21日 | さいごの果実                             | VTCL-35008                                | 19位                                      |                 |           |
| 15         | 2008年4月23日  | トライアングラー                         | VTCL-35024                                | 3位                                       | プラチナ        |           |
| 16         | 2008年10月29日 | 雨が降る                                 | VTCL-35045                                | 9位                                       |                 |           |
| 17         | 2009年11月11日 | マジックナンバー                         | VTCL-35077                                | 12位                                      |                 |           |
| 18         | 2010年10月20日 | DOWN TOWN/やさしさに包まれたなら         | VTZL-16                                   | VTCL-35092                                | 5位             |           |
| 18         | 2011年1月19日  | DOWN TOWN/やさしさに包まれたなら         | FMR-184（12"アナログ盤）                  | FMR-184（12"アナログ盤）                  | 5位             |           |
| 18         | 2020年9月9日   | DOWN TOWN/やさしさに包まれたなら         | TYO7S1024（7"アナログ盤）                 | TYO7S1024（7"アナログ盤）                 | 5位             |           |
| 19         | 2011年10月19日 | Buddy                                    | VTZL-29                                   | VTCL-35119                                | 10位            |           |
| 20         | 2011年10月26日 | おかえりなさい                           | VTZL-31                                   | VTCL-35120                                | 8位             |           |
| 21         | 2012年7月25日  | モアザンワーズ                           | VTZL-44                                   | VTCL-35133                                | 16位            |           |
| 22         | 2013年7月31日  | はじまりの海                             | VTZL-68                                   | VTCL-35160                                | 19位            |           |
| 23         | 2014年2月5日   | SAVED./Be mine!                          | VTZL-71                                   | VTCL-35171                                | 7位             |           |
| 23         | 2014年2月5日   | Be mine!/SAVED.                          | VTZL-72                                   | VTCL-35172                                | 7位             |           |
| 24         | 2014年8月20日  | レプリカ                                 | VTZL-85                                   | VTCL-35190                                | 17位            |           |
| 25         | 2015年1月28日  | 幸せについて私が知っている5つの方法/色彩 | VTZL-96                                   | VTCL-35199                                | 9位             | プラチナ  |
|            | 2015年6月17日  | あなたを保つもの/まだうごく              |                                           | VTCL-35211                                | 18位            |           |
| 26         | 2016年7月27日  | Million Clouds                           | VTCL-35235                                | 24位                                      |                 |           |
| 27         | 2018年1月31日  | CLEAR                                    | VTCL-35268                                | 13位                                      |                 |           |
| 28         | 2018年5月23日  | ハロー、ハロー                           | VTCL-35273                                | 15位                                      |                 |           |
| 29         | 2018年7月25日  | 逆光                                     | VTCL-35282（MAAYA盤） VTCL-35283（FGO盤） | VTCL-35282（MAAYA盤） VTCL-35283（FGO盤） | 4位             | ゴールド  |
| 30         | 2019年7月24日  | 宇宙の記憶                               |                                           | VTCL-35303                                | 21位            |           |
| 31         | 2020年12月9日  | 独白↔躍動                                | VTZL-180                                  | VTCL-35324                                | 6位             |           |
| 31         | 2020年12月9日  | 躍動↔独白                                |                                           | VTCL-35323                                | 6位             |           |
|            | 2021年8月4日   | ひとくちいかが?/ひとつ屋根の下           | KMKN90（7"アナログ盤）                    | KMKN90（7"アナログ盤）                    | 65位            |           |
| 32         | 2022年5月25日  | 菫/言葉にできない                        | VTZL-200                                  | VTCL-35345                                | 12位            |           |
| 33         | 2023年1月25日  | まだ遠くにいる/un_mute                   | VTZL-220                                  | VTCL-35349                                | 11位            |           |
| 34         | 2024年4月3日   | 抱きしめて                               | VTZL-238                                  | VTCL-35372                                | 12位            |           |
| 35         | 2024年11月6日  | nina                                     | VTZL-244                                  | VTCL-35377                                | 11位            |           |
| 36         | 2025年5月21日  | Drops                                    | VTZL-255                                  | VTCL-35386                                | 7位             |           |

#### 配信限定シングル
|   | 発売日         | タイトル     | 規格品番    | オリコン最高位（DS） |
| - | -------------- | ------------ | ----------- | -------------------- |
| 1 | 2010年6月12日  | 美しい人     |             |                      |
| 2 | 2013年10月30日 | セクレアール | VE3WA-16761 |                      |
| 3 | 2015年4月1日   | これから     | VE3WA-17404 |                      |
| 4 | 2020年4月3日   | クローバー   | VE3WA-18687 | 31位                 |

### アルバム
※2010年3月24日にVictor時代の作品が再発売

#### フル・アルバム
|            | 発売日         | タイトル               | 規格品番   | 規格品番   | 規格品番   | オリコン 最高位 |
| 初回限定盤 | 発売日         | タイトル               | 通常盤     | 再発盤     |            | オリコン 最高位 |
| ---------- | -------------- | ---------------------- | ---------- | ---------- | ---------- | --------------- |
| 1          | 1997年4月23日  | グレープフルーツ       |            | VICL-60012 | VTCL-60211 | 76位            |
| 2          | 1998年12月14日 | DIVE                   | VICL-60320 | VTCL-60212 | 44位       |                 |
| 3          | 2001年3月28日  | Lucy                   | VICL-60702 | VTCL-60214 | 16位       |                 |
| 4          | 2003年12月10日 | 少年アリス             | VICL-61165 | VTCL-60217 | 8位        |                 |
| 5          | 2005年10月26日 | 夕凪LOOP               | VIZL-155   | VICL-61755 | 8位        | VTCL-60218      |
| 6          | 2009年1月14日  | かぜよみ               | VTZL-8     | VTCL-60085 |            | 3位             |
| 7          | 2011年1月12日  | You can't catch me     | VTZL-22    | VTCL-60209 | 1位        |                 |
| 8          | 2013年3月27日  | シンガーソングライター | VTZL-60    | VTCL-60340 | 6位        |                 |
| 9          | 2015年9月30日  | FOLLOW ME UP           | VTZL-120   | VTCL-60420 | 4位        |                 |
| 10         | 2019年11月27日 | 今日だけの音楽         | VTZL-164   | VTCL-60513 | 11位       |                 |
| 11         | 2023年5月31日  | 記憶の図書館           | VTZL-227   | VTCL-60576 | 7位        |                 |

#### ベスト・アルバム
|            | 発売日        | タイトル   | 規格品番 | 規格品番     | オリコン 最高位 |
| 初回限定盤 | 発売日        | タイトル   | 通常盤   |              | オリコン 最高位 |
| ---------- | ------------- | ---------- | -------- | ------------ | --------------- |
| 1          | 2010年3月31日 | everywhere | VTZL-15  | VTCL-70001/2 | 3位             |

#### ミニ・アルバム / コンセプト・アルバム
|            | 発売日        | タイトル               | 規格品番 | 規格品番   | 規格品番   | オリコン 最高位 |
| 初回限定盤 | 発売日        | タイトル               | 通常盤   | 再発盤     |            | オリコン 最高位 |
| ---------- | ------------- | ---------------------- | -------- | ---------- | ---------- | --------------- |
| 1          | 2001年8月8日  | イージーリスニング     |          | VICL-60760 | VTCL-60215 | 12位            |
| 2          | 2007年3月21日 | 30minutes night flight | VIZL-222 | VICL-62300 | VTCL-60219 | 12位            |
| 3          | 2011年11月9日 | Driving in the silence | VTZL-33  | VTCL-60278 |            | 3位             |
| 4          | 2021年3月17日 | Duets                  |          | VTCL-60544 | 14位       |                 |

#### シングル・コレクション
|            | 発売日         | タイトル                       | 規格品番 | 規格品番   | 規格品番   | オリコン 最高位 |
| 初回限定盤 | 発売日         | タイトル                       | 通常盤   | 再発盤     |            | オリコン 最高位 |
| ---------- | -------------- | ------------------------------ | -------- | ---------- | ---------- | --------------- |
| 1          | 1999年12月16日 | シングルコレクション+ ハチポチ |          | VICL-60507 | VTCL-60213 | 14位            |
| 2          | 2003年7月30日  | シングルコレクション+ ニコパチ | VIZL-85  | VICL-61158 | VTCL-60216 | 3位             |
| 3          | 2012年11月14日 | シングルコレクション+ ミツバチ | VTZL-50  | VTCL-70006 |            | 9位             |
| 4          | 2020年7月15日  | シングルコレクション+ アチコチ | VTZL-176 | VTCL-60532 | 5位        |                 |

#### 配信限定アルバム
|   | 発売日        | タイトル                        | 規格品番    |
| - | ------------- | ------------------------------- | ----------- |
| 1 | 2007年3月21日 | 「地図と手紙と恋のうた」より-春 | VEAML-21298 |
| 2 | 2014年2月5日  | LIVE 2013“Roots of SSW”         | VEATP-31533 |

#### その他のアルバム
|              | 発売日        | タイトル                                                 | 規格品番 | 規格品番     | オリコン 最高位 |
| 初回限定盤   | 発売日        | タイトル                                                 | 通常盤   |              | オリコン 最高位 |
| ------------ | ------------- | -------------------------------------------------------- | -------- | ------------ | --------------- |
| トリビュート | 2015年4月22日 | REQUEST                                                  | VTZL-99  | VTCL-60396   | 13位            |
| ライブ       | 2016年7月27日 | LIVE TOUR 2015-2016“FOLLOW ME UP”FINAL at 中野サンプラザ | VTZL-121 | VTCL-60431/2 | 12位            |
| 通販限定     |               | animetopia R GORGEOUS                                    |          |              |                 |
|              |               | animetopia R GORGEOUS 2                                  |          |              |                 |

### 映像作品

#### ライブ映像
|    | タイトル                                                     | 発売日         | 規格品番 | 規格品番   | オリコン 最高位 |
| BD | タイトル                                                     | 発売日         | DVD      |            | オリコン 最高位 |
| -- | ------------------------------------------------------------ | -------------- | -------- | ---------- | --------------- |
| 1  | 坂本真綾 LIVE TOUR 2009 "WE ARE KAZEYOMI!"                   | 2009年5月20日  |          | VTBL-4/5   | 3位             |
| 2  | 坂本真綾15周年記念ライブ "Gift" at 日本武道館                | 2010年8月11日  | VTXL-2   | VTBL-11/2  | 9位             |
| 3  | 坂本真綾 LIVE 2011 "in the silence"                          | 2012年5月30日  | VTXL-4   | VTBL-13/4  | 15位            |
| 4  | 坂本真綾 COUNTDOWN LIVE 2012→2013 〜TOUR“ミツバチ”FINAL〜    | 2013年6月12日  | VTXL-16  | VTBL-26/7  | 2位             |
| 5  | 坂本真綾20周年記念LIVE“FOLLOW ME”at さいたまスーパーアリーナ | 2015年11月25日 | VTXL-25  | VTBL-29/30 | 15位            |
| 6  | 坂本真綾 25周年記念LIVE「約束はいらない」 at 横浜アリーナ    | 2021年10月27日 | VTXL-41  | VTBL-40/1  | 5位             |

#### その他の映像作品
|                  | タイトル                                                                                                   | 発売日         | 規格品番     | 規格品番 | オリコン 最高位         |
| DVD              | タイトル                                                                                                   | 発売日         | BD           |          | オリコン 最高位         |
| ---------------- | --- | -------------- | ------------ | -------- | ----------------------- |
| MV集             | MAAYA BEST CLIPS                                                                                           | 2013年1月23日  | VTBL-21      | VTXL-11  | 85位（BD）/177位（DVD） |
| ショートムービー | 03† | 2003年12月10日 | VIBF-135     |          |                         |
| ミュージカル     | 「ダディ・ロング・レッグズ」2017年版キャストDVD                                                            | 2018年4月27日  | TOHO-VD-1804 |          |                         |
|                  | 天空のエスカフローネ FIRST VISON VISON 7 8 12                                                              | 1996           |              |          |                         |
|                  | 「Feel Myself プロモーションビデオ」イベント「声優コレクション」で公開された別バージョン。発売予定は無し。 |                |              |          |                         |

### 歌手参加楽曲
| 発売日         | 商品名                                                                         | 歌                      | 楽曲 | 備考                                                                                          |
| -------------- | ------------------------------------------------------------------------------ | ----------------------- | --- | --------------------------------------------------------------------------------------------- |
| 1996年6月5日   | 天空のエスカフローネ オリジナルサウンドトラック                                | 坂本真綾                | 「約束はいらない」 「ポケットを空にして」 | テレビ東京系アニメ『天空のエスカフローネ』関連曲                                              |
| 1996年9月28日  | 天空のエスカフローネ オリジナルサウンドトラック 3                              | 坂本真綾                | 「青い瞳」 「光の中へ」 | テレビ東京系アニメ『天空のエスカフローネ』関連曲                                              |
| 1997年3月21日  | 「CLAMP学園探偵団」MINI SOUND TRACK                                            | 坂本真綾                | 「ボクらの歴史」 | TBSラジオラジオドラマ『CLAMP学園探偵団』テーマソング                                          |
| 1997年6月22日  | 天空のエスカフローネ lovers only                                               | 坂本真綾                | 「約束はいらない (TV Edit)」 「ともだち」 「風が吹く日」 | テレビ東京系アニメ『天空のエスカフローネ』関連曲                                              |
| 1998年1月1日   | 明日への扉 〜The door into tomorrow〜                                          | 坂本真綾                | 「明日への扉 〜The door into tomorrow〜」 | PCゲーム『Little Lovers 2nd』主題歌                                                           |
| 1999年1月20日  | LOVE LOVE Fantasy                                                              | Whoops!                 | 「LOVE LOVE Fantasy」 | ラジオ『アニメトピアR』オープニングテーマ                                                     |
| 1999年1月20日  | LOVE LOVE Fantasy                                                              | Whoops!                 | 「LOVE LOVE Fantasy」 | テレビアニメ『超発明BOYカニパン』オープンニングテーマ                                         |
| 1999年1月20日  | LOVE LOVE Fantasy                                                              | Whoops!                 | 「いつか」 | テレビアニメ『超発明BOYカニパン』エンディングテーマ                                           |
| 1999年3月17日  | デバイスレイン サウンドトラック                                                | 坂本真綾                | 「Teens」 | ゲーム『デバイスレイン』主題歌                                                                |
| 1999年6月17日  | ジーニー                                                                       | Whoops!                 | 「ジーニー」 「忘れないよ..」 |                                                                                               |
| 1999年7月6日   | P                                                                              | Whoops!                 | 項目参照 |                                                                                               |
| 1999年8月18日  | TILES COMPLEX -優しくフラれたい-/抱きしめて 〜"click" in my heart〜            | 坂本真綾、樋口智恵子    | 「抱きしめて 〜"click" in my heart〜」 | ドリームキャスト用ソフト『電幻天使対戦麻雀シャングリラ』エンディングテーマ                    |
| 1999年         | Voice Carnival Music CD                                                        | 坂本真綾                | 「Story」 「忘れられないまま」 | ゲーム『ヴォイスカーニバル Vol.1 メビウスの時計』                                             |
| 2000年2月10日  | dream power-翼なき者たちへ-                                                    | A・G・A・S              | 「dream power-翼なき者たちへ-」 | 『文化放送A&Gゾーン』イメージソング                                                           |
| 2000年4月14日  | あすは恋して〜Prime Beat Planet〜 同梱特典CD                                   | 坂本真綾                | 「Primary Days」 | PCゲーム『あすは恋して〜 Prime Beat Planet 〜』主題歌                                         |
| 2000年7月5日   | エスカフローネ オリジナル・サウンドトラック                                    | 坂本真綾                | 「指輪 (Movie Ver.)」 | 劇場アニメ『エスカフローネ』主題歌                                                            |
| 2000年7月5日   | エスカフローネ オリジナル・サウンドトラック                                    | 坂本真綾、Shanti Snyder | 「You're not alone (hitomi & Sóra Duet Ver.)」 | 劇場アニメ『エスカフローネ』イメージソング                                                    |
| 2000年10月21日 | Escaflowne Prologue 1 Earth                                                    | 坂本真綾                | 「CALL YOUR NAME (Short Ver.)」 「指輪（Acoustic Ver.）」 | 劇場アニメ『エスカフローネ』関連曲                                                            |
| 2000年10月21日 | Escaflowne Prologue 2 Gaea                                                     | 坂本真綾                | 「CALL YOUR NAME (Short Ver.)」 「指輪（Acoustic Ver.）」 | 劇場アニメ『エスカフローネ』関連曲                                                            |
| 2001年5月23日  | 地球少女アルジュナ オリジナルサウンドトラック2 オンナの港                      | 坂本真綾                | 「サンクチュアリ」 | テレビアニメ『地球少女アルジュナ』DVD版エンディングテーマ                                     |
| 2001年5月23日  | 地球少女アルジュナ オリジナルサウンドトラック2 オンナの港                      | 坂本真綾                | 「さいごのマメシバ」 | テレビアニメ『地球少女アルジュナ』グランドエンディングテーマ                                  |
| 2002年5月22日  | 23時の音楽                                                                     | 坂本真綾                | 「Here」 「ダニエル」 「Kissing the christmas killer」 「Trust me」 「ファド」 「Toto」 | テレビドラマ『真夜中は別の顔（NHK版）』挿入歌                                                 |
| 2003年8月27日  | ゲームボーカルベスト〜志倉千代丸楽曲集Vol.1〜                                  | 坂本真綾                | 「Teens」 | ゲーム『デバイスレイン』主題歌                                                                |
| 2004年1月21日  | WOLF'S RAIN O.S.T.2                                                            | 坂本真綾                | 「cloud9」 | テレビアニメ『WOLF'S RAIN』イメージソング                                                     |
| 2004年1月21日  | WOLF'S RAIN O.S.T.2                                                            | 坂本真綾                | 「Tell me what the rain knows 」 | テレビアニメ『WOLF'S RAIN』グランドエンディングテーマ                                         |
| 2005年3月30日  | CLAMP15周年記念CD&DVD BOX CLAMPAZAR 〜クランパザール〜                         | 坂本真綾                | 「ボクらの歴史」 | TBSラジオラジオドラマ『CLAMP学園探偵団』テーマソング                                          |
| 2007年10月24日 | OVA「CLAMP IN WONDERLAND 1&2」主題歌コレクション＜PRECIOUS SONGS＞             | 坂本真綾                | 「action!」 | OVA『CLAMP IN WONDERLAND2』オープニングテーマ                                                 |
| 2008年5月2日   | CMようこ                                                                       | 坂本真綾                | 「チョコと勇気」 | 『チロルチョコ（バレンタイン編）』CMソング                                                    |
| 2009年7月1日   | Napple Tale 怪獣図鑑（再発盤）                                                 | 坂本真綾                | 「春のペタル」 「夏のペタル」 「秋のペタル」 「冬のペタル」 「すすむとき」 「もどるとき」 | テレビゲーム『ナップルテール』イメージソング                                                  |
| 2009年7月1日   | Napple Tale 怪獣図鑑（再発盤）                                                 | 坂本真綾                | 「Dreams in a pie」 | テレビゲーム『ナップルテール』エンディングテーマ                                              |
| 2011年3月2日   | 冨田恵一 WORKS BEST 〜beautiful songs to remember〜                            | 冨田ラボ feat. 坂本真綾 | 「エイプリルフール」 |                                                                                               |
| 2012年4月4日   | From Your Pianist                                                              | 末光篤 feat. 坂本真綾   | 「Lazy Line Painter Jane」 |                                                                                               |
| 2014年6月18日  | 「ダディ・ロング・レッグズ〜足ながおじさんより〜」ハイライト・スタジオ録音盤CD | 坂本真綾                | 「一番年上のみなし児」 「この人は誰？」 「ヤな子」 「幸せの秘密」 「世界で一番わからない人」 「あなたの目の色（リプライズ2）」 | ミュージカル『ダディ・ロング・レッグズ〜足ながおじさんより〜』                                |
| 2014年6月18日  | 「ダディ・ロング・レッグズ〜足ながおじさんより〜」ハイライト・スタジオ録音盤CD | 井上芳雄、坂本真綾      | 「ミスター女の子嫌い」 「他の子のように」 「知らなかったこと」 「あなたの目の色」 「ロックウイロー」 「あなたの目の色（リプライズ1）」 「ショーウィンドウの女の子」 「幸せの秘密（リプライズ）」 「卒業式」 「心を引き裂いた」 「卒業式（リプライズ）」 「ヤな奴（リプライズ）」 「いつも」 | ミュージカル『ダディ・ロング・レッグズ〜足ながおじさんより〜』                                |
| 2014年8月27日  | 瞳でEle-phant!                                                                 | 坂本真綾他              | 「瞳 Fall in Love 〜20周年記念バージョン」 |                                                                                               |
| 2016年11月30日 | SUPERFINE                                                                      | 冨田ラボ feat. 坂本真綾 | 「荒川小景」 |                                                                                               |
| 2017年7月7日   | The best covers of DREAMS COME TRUE ドリウタ Vol.1                             | 坂本真綾                | 「三日月」 |                                                                                               |
| 2018年3月21日  | デザインあ 2                                                                   | 坂本真綾                | 「ともるひかる」 | NHK Eテレ『デザインあ』オリジナル・サウンドトラック第2弾                                      |
| 2018年9月19日  | Tribute to the band apart                                                      | 坂本真綾                | 「明日を知らない」 | the band apart TRIBUTE ALBUM                                                                  |
| 2021年4月21日  | 冨田ラボ MAP for LOVE                                                          | 坂本真綾他              | 「MAP for LOVE」 | 配信限定。 2022年6月29日発売のアルバム『7+』にアルバムバージョンを収録。                      |
| 2021年10月28日 | 水野良樹(HIROBA)『OTOGIBANASHI』講談社、80頁。ISBN 978-4065257838。            | 坂本真綾                | 「南極に咲く花へ」 | 2023年2月15日発売のアルバム『HIROBA』に収録。                                                 |
| 2022年3月18日  | シング：ネクストステージ - オリジナル・サウンドトラック                        | 坂本真綾 & 斎藤司       | 「ブレイク・フリー」 | アリアナ・グランデの曲の日本語カバー。映画『SING/シング: ネクストステージ』日本語吹替版関連曲 |

### キャラクターソング
| 発売日        | 商品名                                            | 歌 | 楽曲                     | 備考                                                           |
| ------------- | ------------------------------------------------- | --- | ------------------------ | -------------------------------------------------------------- |
| 1998年2月2日  | 異次元の世界エルハザード 音楽篇                   | クァウール・タウラス（坂本真綾）、陣内菜々美（夏樹リオ）、ファトラ・ヴェーナス（柊美冬）、アレーレ・レレライル（小桜エツコ） | 「ラブ・マニア!」        | テレビアニメ『神秘の世界エルハザード』第13話エンディングテーマ |
| 1999年6月25日 | 北へ。WHITE ILLUMINATION PURE SONGS and PICTURES  | ターニャ・リピンスキー（坂本真綾）                                                                                           | 「タイクツとユウウツ」   | ドリームキャスト用ソフト『北へ。White Illumination』挿入歌     |
| 1999年11月3日 | 夜明けの風ききながら                              | 桂木萌（坂本真綾） | 「夜明けの風ききながら」 | テレビアニメ『臣士魔法劇場 リスキー☆セフティ』主題歌           |
| 2000年1月7日  | 荒野のメダロット/夢色ロリポップ                   | カリン（坂本真綾） | 「夢色ロリポップ」       | テレビアニメ『メダロット』関連曲                               |
| 2006年8月23日 | 桜蘭高校ホスト部 サントラ＆キャラソン集 後編      | ホスト部 | 「また明日!」            | テレビアニメ『桜蘭高校ホスト部』第26話エンディングテーマ       |
| 2008年10月8日 | マクロスF（フロンティア） O.S.T.2 娘トラ☆         | シェリル・ノーム starring May'n、ランカ・リー＝中島愛、蘭雪（坂本真綾）                                                      | 「娘々サービスメドレー」 | テレビアニメ『マクロスF』関連曲                                |
| 2008年12月3日 | マクロスF（フロンティア）VOCAL COLLECTION 娘たま♀ | 蘭雪（坂本真綾） | 「アイモ〜こいのうた〜」 | テレビアニメ『マクロスF』関連曲                                |
| 2008年12月3日 | マクロスF（フロンティア）VOCAL COLLECTION 娘たま♀ | 蘭雪（坂本真綾）、ランカ・リー＝中島愛                                                                                       | 「母と子ランカのアイモ」 | テレビアニメ『マクロスF』関連曲                                |

### 作詞提供
| アーティスト            | 提供曲 |
| ----------------------- | --- |
| ランカ・リー=中島愛     | 蒼のエーテル（2008年、作詞） アイモ 〜鳥の人〜（2008年、補作詞） アイモ O.C（2008年、補作詞） そうだよ。（2009年、作詞） |
| Negicco                 | 私へ（2016年、作詞） |
| ワルキューレ            | 風は予告なく吹く（2016年、作詞） 愛してる（2021年、作詞）                                                                |
| 鈴木みのり              | Crosswalk（2018年、作詞） My Own Story（2023年、作詞）                                                                   |
| 浪川大輔                | L'ambition（2018年、作詞）                                                                                               |
| KinKi Kids              | 光の気配（2019年、作詞）                                                                                                 |
| 宮野真守                | 透明（2021年、作詞） |
| 冨田ラボ feat. 早見沙織 | DEEPER（2022年、作詞）                                                                                                   |
| 堂島孝平                | Latest Train（2022年、作詞）                                                                                             |

### 未発表楽曲
| 時期   | 歌                           | 楽曲     | 備考                                                                        |
| ------ | ---------------------------- | -------- | --------------------------------------------------------------------------- |
| 2001年 | シーナ・アリール（坂本真綾） | 「AQUA」 | PlayStation 2用ソフト『Missing Blue』シーナルート挿入歌・エンディングテーマ |

### CMソング
- アルバ（おしゃれなミシン）※初仕事
- 石丸電気（メインテーマ）
- ネスレ（ミロ）
- 丸美屋食品工業（のりたまふりかけ）
- 西武百貨店（西武冬市/夏市）
- 髙島屋（お中元ギフト編）
- バイソン（牛乳石鹸）
- 大森屋（しらすふりかけ）
- プリマハム（ポークリッチウインナー）
- ハウス食品（たまごめん）
- チロルチョコ（バレンタイン編）
  - チョコと勇気（アルバム『CMよう子』収録）
- ビオレ洗顔フォーム
- 牛乳石鹸
- ナショナルハウス
- スペースワールド

## タイアップ一覧
| 使用年 | 曲名                                | タイアップ                                                                                  |
| ------ | ----------------------------------- | ------------------------------------------------------------------------------------------- |
| 1996年 | 約束はいらない                      | テレビ東京系アニメ『天空のエスカフローネ』オープニングテーマ                                |
| 1996年 | ともだち                            | テレビ東京系アニメ『天空のエスカフローネ』挿入歌                                            |
| 1996年 | ポケットを空にして                  | テレビ東京系アニメ『天空のエスカフローネ』イメージソング                                    |
| 1996年 | 光の中へ                            | テレビ東京系アニメ『天空のエスカフローネ』イメージソング                                    |
| 1996年 | 青い瞳                              | テレビ東京系アニメ『天空のエスカフローネ』イメージソング                                    |
| 1997年 | 風が吹く日                          | テレビ東京系アニメ『天空のエスカフローネ』イメージソング                                    |
| 1997年 | ボクらの歴史                        | TBSラジオドラマ『CLAMP学園探偵団』テーマソング                                              |
| 1997年 | Gift                                | テレビ東京系アニメ『CLAMP学園探偵団』エンディングテーマ                                     |
| 1998年 | 奇跡の海                            | テレビ東京系アニメ『ロードス島戦記-英雄騎士伝-』オープニングテーマ                          |
| 1998年 | Light of Love                       | WOWOWアニメ『ブレンパワード』イメージソング                                                 |
| 1998年 | 走る                                | 日本テレビ系『マチャミの全部いただきっ!!』エンディングテーマ                                |
| 1998年 | 抱きしめて 〜"click" in my heart〜  | ドリームキャスト用ゲームソフト『電幻天使対戦麻雀シャングリラ』エンディングテーマ            |
| 1999年 | プラチナ                            | NHK-BS2アニメ『カードキャプターさくら』第3期オープニングテーマ                              |
| 1999年 | CALL YOUR NAME                      | 劇場用アニメ『エスカフローネ』イメージソング                                                |
| 1999年 | CALL YOUR NAME                      | ラジオドラマ『エスカフローネ〜プロローグ〜』テーマソング                                    |
| 2000年 | Primary Days                        | PCゲーム『あすは恋して〜Prime Beat Planet〜』主題歌                                         |
| 2000年 | 指輪                                | 劇場用アニメ『エスカフローネ』主題歌                                                        |
| 2000年 | You're Not Alone                    | 劇場用アニメ『エスカフローネ』イメージソング                                                |
| 2000年 | しっぽのうた                        | ドリームキャスト用ゲームソフト『ナップルテール』テーマソング                                |
| 2000年 | みどりのはね                        | ドリームキャスト用ゲームソフト『ナップルテール』挿入歌                                      |
| 2000年 | 夜明けのオクターブ                  | ドリームキャスト用ゲームソフト『ナップルテール』イメージソング                              |
| 2000年 | Dreams in a pie                     | ドリームキャスト用ゲームソフト『ナップルテール』エンディングテーマ                          |
| 2000年 | マメシバ                            | テレビ東京系アニメ『地球少女アルジュナ』主題歌                                              |
| 2000年 | 空気と星                            | テレビ東京系アニメ『地球少女アルジュナ』エンディングテーマ                                  |
| 2001年 | サンクチュアリ                      | テレビ東京系アニメ『地球少女アルジュナ』エンディングテーマ                                  |
| 2001年 | バイク                              | テレビ東京系アニメ『地球少女アルジュナ』エンディングテーマ                                  |
| 2001年 | さいごのマメシバ                    | テレビ東京系アニメ『地球少女アルジュナ』エンディングテーマ                                  |
| 2002年 | ヘミソフィア                        | フジテレビ系アニメ『ラーゼフォン』オープニングテーマ                                        |
| 2002年 | Here                                | NHK総合テレビドラマ『真夜中は別の顔』挿入歌                                                 |
| 2002年 | ダニエル                            | NHK総合テレビドラマ『真夜中は別の顔』挿入歌                                                 |
| 2002年 | Kissing the christmas killer        | NHK総合テレビドラマ『真夜中は別の顔』挿入歌                                                 |
| 2002年 | Trust me                            | NHK総合テレビドラマ『真夜中は別の顔』挿入歌                                                 |
| 2002年 | ファド                              | NHK総合テレビドラマ『真夜中は別の顔』挿入歌                                                 |
| 2002年 | Toto                                | NHK総合テレビドラマ『真夜中は別の顔』挿入歌                                                 |
| 2003年 | gravity                             | フジテレビ系アニメ『WOLF'S RAIN』エンディングテーマ                                         |
| 2003年 | tune the rainbow                    | 松竹配給アニメ映画『ラーゼフォン 多元変奏曲』主題歌                                         |
| 2003年 | キミドリ                            | PlayStation 2用ゲームソフト『白中探険部』主題歌                                             |
| 2003年 | うちゅうひこうしのうた              | NHK音楽番組『みんなのうた』12月〜1月度使用曲                                                |
| 2004年 | 03                                  | ビクターエンタテインメント短編映画『03†』主題歌                                             |
| 2004年 | Tell me what the rain knows         | フジテレビ系アニメ『WOLF'S RAIN』最終回エンディングテーマ                                   |
| 2004年 | cloud9                              | フジテレビ系アニメ『WOLF'S RAIN』イメージソング                                             |
| 2005年 | ループ                              | NHK教育テレビアニメ『ツバサ・クロニクル』第1期エンディングテーマ                            |
| 2006年 | 風待ちジェット                      | NHK教育テレビアニメ『ツバサ・クロニクル』第2期エンディングテーマ                            |
| 2006年 | スピカ                              | NHK教育テレビアニメ『ツバサ・クロニクル』挿入歌                                             |
| 2007年 | ユニバース                          | コニカミノルタホールディングス『スターライトドーム 満天』テーマソング                       |
| 2007年 | action!                             | OVAクリップ『CLAMP IN WONDERLAND2』オープニングテーマ                                       |
| 2007年 | さいごの果実                        | OAD『ツバサ TOKYO REVELATIONS』エンディングテーマ                                           |
| 2008年 | トライアングラー                    | 毎日放送・TBS系アニメ『マクロスF』オープニングテーマ                                        |
| 2008年 | チョコと勇気                        | チロルチョコ TV-CMソング                                                                    |
| 2008年 | 雨が降る                            | 中部日本放送・TBS系アニメ『鉄のラインバレル』第1期エンディングテーマ                        |
| 2008年 | Remedy                              | 中部日本放送・TBS系アニメ『鉄のラインバレル』第2期エンディングテーマ                        |
| 2008年 | Colors                              | コニカミノルタプラネタリウム "満天" in Sunshine City「Planet cafe 星空の虹」イメージソング  |
| 2009年 | SONIC BOOM                          | OAD『ツバサ 春雷記』オープニングテーマ                                                      |
| 2009年 | マジックナンバー                    | BS2アニメ『こばと。』オープニングテーマ                                                     |
| 2009年 | マジックナンバー                    | VIVRE「ビブレ情熱バーゲン2010年正月」CMソング                                               |
| 2010年 | everywhere                          | レコチョク CMソング                                                                         |
| 2010年 | DOWN TOWN                           | TBS系アニメ『それでも町は廻っている』オープニングテーマ                                     |
| 2010年 | やさしさに包まれたなら              | OVA『たまゆら』オープニングテーマ                                                           |
| 2011年 | 美しい人                            | 上海万博・角川文化振興財団による『遣唐使船再現プロジェクト』テーマソング                    |
| 2011年 | 手紙                                | アーク・フィルムズ配給映画『キミとボク』主題歌                                              |
| 2011年 | Buddy                               | 中部日本放送・TBS系アニメ『ラストエグザイル-銀翼のファム-』オープニングテーマ               |
| 2011年 | おかえりなさい                      | テレビアニメ『たまゆら 〜hitotose〜』オープニングテーマ                                     |
| 2011年 | A HAPPY NEW YEAR                    | テレビアニメ『たまゆら 〜hitotose〜』最終回エンディングテーマ                               |
| 2012年 | モアザンワーズ                      | ショウゲート配給アニメ映画『コードギアス 亡国のアキト』第1章-第3章主題歌                    |
| 2013年 | はじまりの海                        | テレビアニメ『たまゆら 〜もあぐれっしぶ〜』オープニングテーマ                               |
| 2013年 | おかえりなさい 〜acoustic ver.〜    | テレビアニメ『たまゆら 〜もあぐれっしぶ〜』挿入歌                                           |
| 2013年 | セクレアール                        | オンラインゲーム『モンスターハンター フロンティアG』テーマソング                            |
| 2014年 | Be mine!                            | テレビアニメ『世界征服〜謀略のズヴィズダー〜』オープニングテーマ                            |
| 2014年 | SAVED.                              | テレビアニメ『いなり、こんこん、恋いろは。』エンディングテーマ                              |
| 2014年 | レプリカ                            | テレビアニメ『M3〜ソノ黒キ鋼〜』後期オープニングテーマ                                      |
| 2015年 | 幸せについて私が知っている5つの方法 | テレビアニメ『幸腹グラフィティ』オープニングテーマ                                          |
| 2015年 | 色彩                                | スマートフォン用ゲーム『Fate/Grand Order』主題歌                                            |
| 2015年 | 色彩                                | テレビアニメ『Fate/Grand Order -First Order-』主題歌                                        |
| 2015年 | あなたを保つもの                    | テレビアニメ『攻殻機動隊 ARISE ALTERNATIVE ARCHITECTURE』オープニングテーマ                 |
| 2015年 | まだうごく                          | アニメ映画『攻殻機動隊 新劇場版』主題歌                                                     |
| 2015年 | アルコ                              | ショウゲート配給アニメ映画『コードギアス 亡国のアキト』第4章 主題歌                         |
| 2015年 | Waiting for the rain                | テレビアニメ『学戦都市アスタリスク』第1期エンディングテーマ                                 |
| 2015年 | これから                            | OVA『たまゆら 〜卒業写真〜』主題歌                                                          |
| 2016年 | これから 〜うたとピアノ〜           | OVA『たまゆら 〜卒業写真〜』第3部エンディングテーマ                                         |
| 2016年 | 卒業写真                            | OVA『たまゆら 〜卒業写真〜』第4部エンディングテーマ                                         |
| 2016年 | Million Clouds                      | テレビアニメ『あまんちゅ!』第1期オープニングテーマ                                          |
| 2016年 | ロマーシカ                          | テレビアニメ『あまんちゅ!』挿入歌                                                           |
| 2018年 | CLEAR                               | テレビアニメ『カードキャプターさくら クリアカード編』オープニングテーマ                     |
| 2018年 | ハロー、ハロー                      | テレビアニメ『あまんちゅ! 〜あどばんす〜』エンディングテーマ                                |
| 2018年 | DIVE feat. GONTITI                  | テレビアニメ『あまんちゅ! 〜あどばんす〜』挿入歌                                            |
| 2018年 | 逆光                                | スマートフォン用ゲーム『Fate/Grand Order』第2部「Cosmos in the Lostbelt」前期主題歌         |
| 2018年 | 空白                                | アーケードゲーム『Fate/Grand Order Arcade』主題歌                                           |
| 2019年 | 宇宙の記憶                          | テレビアニメ『BEM』オープニングテーマ                                                       |
| 2019年 | フラッシュ                          | スマートフォン用ゲーム『カードキャプターさくら クリアカード編 ハピネスメモリーズ』主題歌    |
| 2020年 | クローバー                          | テレビアニメ『アルテ』オープニングテーマ                                                    |
| 2020年 | 躍動                                | スマートフォン用ゲーム『Fate/Grand Order』第2部「Cosmos in the Lostbelt」後期主題歌         |
| 2020年 | 独白                                | 劇場アニメ『Fate/Grand Order -神聖円卓領域キャメロット- 前編 Wandering; Agateram』主題歌    |
| 2020年 | 逆光 -unplugged session-            | アニプレックス『Fate/Grand Order』CMソング                                                  |
| 2022年 | 菫                                  | テレビアニメ『であいもん』オープニングテーマ                                                |
| 2022年 | 言葉にできない                      | テレビアニメ『本好きの下剋上 司書になるためには手段を選んでいられません』エンディングテーマ |
| 2022年 | 千里の道                            | ラジオ番組『ビタミンM』1000回記念ソング                                                     |
| 2023年 | まだ遠くにいる                      | WOWOWオリジナルアニメ『火狩りの王』第1期エンディングテーマ                                  |
| 2023年 | un_mute                             | テレビアニメ『REVENGER』エンディングテーマ                                                  |
| 2024年 | 抱きしめて                          | WOWOWオリジナルアニメ『火狩りの王』第2期エンディングテーマ                                  |
| 2024年 | nina                                | テレビアニメ『星降る王国のニナ』オープニングテーマ                                          |
| 2025年 | Drops                               | テレビアニメ『ある魔女が死ぬまで』オープニングテーマ                                        |

## 受賞記録
演技賞
- 第38回菊田一夫演劇賞
  - 演劇賞 - ミュージカル「ダディ・ロング・レッグズ〜足ながおじさんより〜」（ジルーシャ役）[374][375]
- ファミ通・電撃ゲームアワード2024
  - ボイスアクター部門 - 『ファイナルファンタジーVII リバース』（エアリス・ゲインズブール役）[376]

音楽賞
- 第13回アニメーション神戸賞[377]
  - 主題歌賞「トライアングラー」
- ANiUTa AWARD 2018[378]
  - シングルランキング部門賞「逆光」
  - 女性ソロアーティスト部門
- ANiUTa AWARD 2019[379]
  - 女性ソロアーティスト部門

## ライブ・イベント

### 単独ライブ・ツアー
|        | タイトル                                                      | 会場                                                                 |
| ------ | ------------------------------------------------------------- | -------------------------------------------------------------------- |
| 2000年 | 坂本真綾 1st LIVE 「タナボタ LIVE1」                          | 8月14日 渋谷ON AIR EAST                                              |
| 2011年 | 坂本真綾 LIVE TOUR 2011「You can't catch me」                 |                                                                      |
| 2011年 | 坂本真綾ライブ "Open Air Museum"                              | 9月19日 富岡製糸場（群馬県）                                         |
| 2011年 | 坂本真綾 LIVE 2011「in the silence」                          | 12月13日・14日・16日-18日 天王洲 銀河劇場（東京都）                  |
| 2012年 | 坂本真綾 LIVE TOUR 2012「ミツバチ」                           | 11月14日 オリンパスホール八王子（八王子市）                          |
| 2012年 | 坂本真綾 LIVE TOUR 2012「ミツバチ」                           | 11月20日 大宮ソニックシティ（埼玉県）                                |
| 2012年 | 坂本真綾 LIVE TOUR 2012「ミツバチ」                           | 11月25日 新潟テルサ（新潟市）                                        |
| 2012年 | 坂本真綾 LIVE TOUR 2012「ミツバチ」                           | 12月3日 東京ドームシティホール（東京都）                             |
| 2012年 | 坂本真綾 LIVE TOUR 2012「ミツバチ」                           | 12月7日 ベイシア文化ホール（群馬県）                                 |
| 2012年 | 坂本真綾 LIVE TOUR 2012「ミツバチ」                           | 12月13日 ひめぎんホールサブホール（愛媛県）                          |
| 2012年 | 坂本真綾 LIVE TOUR 2012「ミツバチ」                           | 12月15日 アステールプラザ大ホール（広島県）                          |
| 2012年 | 坂本真綾 LIVE TOUR 2012「ミツバチ」                           | 12月16日 福岡サンパレスホテル&ホール（福岡県）                       |
| 2012年 | 坂本真綾 LIVE TOUR 2012「ミツバチ」                           | 12月18日・19日 大阪国際会議場メインホール（大阪府）                  |
| 2012年 | 坂本真綾 LIVE TOUR 2012「ミツバチ」                           | 12月22日 札幌市民ホール（札幌市）                                    |
| 2012年 | 坂本真綾 LIVE TOUR 2012「ミツバチ」                           | 12月24日 東京エレクトロンホール宮城（宮城県）                        |
| 2012年 | 坂本真綾 LIVE TOUR 2012「ミツバチ」                           | 12月27日 愛知県芸術劇場 大ホール（愛知県）                           |
| 2012年 | 坂本真綾 LIVE TOUR 2012「ミツバチ」                           | 12月30日・31日 中野サンプラザ (東京都）                              |
| 2013年 | 坂本真綾 LIVE TOUR 2013「Roots of SSW」                       | 3月30日・31日 大阪国際会議場メインホール（大阪府）                   |
| 2013年 | 坂本真綾 LIVE TOUR 2013「Roots of SSW」                       | 4月19日・20日 愛知県芸術劇場大ホール（愛知県）                       |
| 2013年 | 坂本真綾 LIVE TOUR 2013「Roots of SSW」                       | 4月24日・25日 Bunkamuraオーチャードホール（東京都）                  |
| 2015年 | 坂本真綾 20周年記念LIVE「FOLLOW ME」                          | 4月25日 さいたまスーパーアリーナ（埼玉県）                           |
| 2015年 | 坂本真綾 20th Anniversary Special Live "Open Air Museum 2015" | 5月30日 嚴島神社高舞台（広島県）                                     |
| 2015年 | 坂本真綾 LIVE TOUR 2015-2016 "FOLLOW ME UP"                   | 12月4日 仙台イズミティ21 大ホール（宮城県）                          |
| 2015年 | 坂本真綾 LIVE TOUR 2015-2016 "FOLLOW ME UP"                   | 12月5日 大宮ソニックシティ 大ホール（埼玉県）                        |
| 2015年 | 坂本真綾 LIVE TOUR 2015-2016 "FOLLOW ME UP"                   | 12月11日 りゅーとぴあ 新潟市民芸術文化会館 劇場（新潟県）            |
| 2015年 | 坂本真綾 LIVE TOUR 2015-2016 "FOLLOW ME UP"                   | 12月13日 わくわくホリデーホール（札幌市民ホール） (北海道)           |
| 2015年 | 坂本真綾 LIVE TOUR 2015-2016 "FOLLOW ME UP"                   | 12月27日 愛知県芸術劇場大ホール（愛知県）                            |
| 2015年 | 坂本真綾 LIVE TOUR 2015-2016 "FOLLOW ME UP"                   | 12月30日・31日 東京国際フォーラム ホールA（東京都）                  |
| 2016年 | 坂本真綾 LIVE TOUR 2015-2016 "FOLLOW ME UP"                   | 1月9日 オリックス劇場（大阪府）                                      |
| 2016年 | 坂本真綾 LIVE TOUR 2015-2016 "FOLLOW ME UP"                   | 1月11日 静岡市民文化会館 中ホール（静岡県）                          |
| 2016年 | 坂本真綾 LIVE TOUR 2015-2016 "FOLLOW ME UP"                   | 1月16日 アルファあなぶきホール（香川県県民ホール）小ホール（香川県） |
| 2016年 | 坂本真綾 LIVE TOUR 2015-2016 "FOLLOW ME UP"                   | 1月17日 広島JMSアステールプラザ 大ホール（広島県）                   |
| 2016年 | 坂本真綾 LIVE TOUR 2015-2016 "FOLLOW ME UP"                   | 1月24日 福岡市民会館（福岡県）                                       |
| 2016年 | 坂本真綾 LIVE TOUR 2015-2016 "FOLLOW ME UP"                   | 2月6日・7日 中野サンプラザホール（東京都）                           |
| 2018年 | 坂本真綾 LIVE TOUR 2018 "ALL CLEAR"                           | 3月10日・11日 大阪国際会議場メインホール（大阪府）                   |
| 2018年 | 坂本真綾 LIVE TOUR 2018 "ALL CLEAR"                           | 3月17日 TICC(台北国際会議場)（台北市）                               |
| 2018年 | 坂本真綾 LIVE TOUR 2018 "ALL CLEAR"                           | 3月24日 Asia World Expo Runway11（香港）                             |
| 2018年 | 坂本真綾 LIVE TOUR 2018 "ALL CLEAR"                           | 3月31日・4月1日 NHKホール（東京都）                                  |
| 2019年 | 坂本真綾 LIVE TOUR 2019「今日だけの音楽」                     | 12月8日 ハーモニーホール座間大ホール（神奈川県）                     |
| 2019年 | 坂本真綾 LIVE TOUR 2019「今日だけの音楽」                     | 12月14日・15日 フェニーチェ堺（大阪府）                              |
| 2019年 | 坂本真綾 LIVE TOUR 2019「今日だけの音楽」                     | 12月22日 一宮市民会館（愛知県）                                      |
| 2019年 | 坂本真綾 LIVE TOUR 2019「今日だけの音楽」                     | 12月26日・27日 Bunkamuraオーチャードホール（東京都）                 |
| 2020年 | 坂本真綾 IDS! presents Acoustic Live & Talk 2020              | 11月1日 Zepp Sapporo（札幌市）                                       |
| 2020年 | 坂本真綾 IDS! presents Acoustic Live & Talk 2020              | 11月3日 仙台PIT（仙台市）                                            |
| 2020年 | 坂本真綾 IDS! presents Acoustic Live & Talk 2020              | 11月14日 Zepp Fukuoka（福岡県）                                      |
| 2020年 | 坂本真綾 IDS! presents Acoustic Live & Talk 2020              | 11月15日 Zepp Osaka Bayside（大阪市）                                |
| 2020年 | 坂本真綾 IDS! presents Acoustic Live & Talk 2020              | 11月23日 Zepp Nagoya（名古屋市）                                     |
| 2020年 | 坂本真綾 IDS! presents Acoustic Live & Talk 2020              | 11月28日・29日 Zepp Tokyo（東京都）                                  |
| 2020年 | 坂本真綾 25周年記念LIVE「約束はいらない」                     | 3月20日・21日 横浜アリーナ（神奈川県）                               |
| 2022年 | 坂本真綾 LIVE 2022 "un_mute"                                  | 11月26日・27日 東京国際フォーラム ホールA（東京都）                  |
| 2023年 | 坂本真綾 LIVE TOUR 2023「記憶の図書館」                       | 6月2日 サンシティ越谷市民ホール（埼玉県）                            |
| 2023年 | 坂本真綾 LIVE TOUR 2023「記憶の図書館」                       | 6月4日 日本特殊陶業市民会館フォレストホール（愛知県）                |
| 2023年 | 坂本真綾 LIVE TOUR 2023「記憶の図書館」                       | 6月17日 フェニーチェ堺（大阪府）                                     |
| 2024年 | 坂本真綾 LIVE TOUR 2023「記憶の図書館」                       | 1月2日・3日 東京ガーデンシアター（東京都）                           |

- タナボタ1（渋谷ON AIR EAST 2000年8月14日）
- THINKS2000（渋谷クラブクアトロ）
- LUCY's WEB（池袋サンシャイン）
- Lucy〜タナボタ2（渋谷ON AIR EAST 2001年5月3日・4日/心斎橋クラブクアトロ 5月6日）
- タナボタ3（渋谷O-EAST 2004年3月10日・11日/なんばHatch 3月13日/SHIBUYA-AX 3月29日）
- IDS!会員限定!! 坂本真綾トーク&ライブ（2004年5月1日 心斎橋BIGCAT/5月16日 ラフォーレミュージアム六本木）
- 夕凪LOOP発売記念フリー（六本木ヒルズ野外ステージ）
- ファンクラブ会員限定（SHIBUYA-AX 2005年10月23日/札幌ペニーレーン24 10月30日/仙台エルパーク 11月1日/名古屋ダイアモンドホール 11月3日/福岡DRUMLOGOS 11月5日/大阪BIGCAT 11月6日）
- IDS! in プラネタリウム（サッポロスターライトドーム 2006年11月11日/ふるさと村プラネタリウム スペーシア 11月12日/ラフォーレ琵琶湖 11月18日/大塔コスミックパーク 11月19日/文化パルク城陽 12月3日）
- IDS! in 銀河劇場（天王洲 銀河劇場 2006年12月29日・30日）
- IDS in Spring 2008（ペニーレーン24 2008年3月11日/エルパーク仙台スタジオホール 3月16日/DRUM LOGMS 3月16日/Zepp Osaka 3月17日/Zepp Nagoya 3月18日/Zepp Tokyo 3月23日）
- TBSラジオ坂本真綾地図と手紙と恋のうた presents WORDS and MUSIC（東京グローブ座 2008年6月21日・22日）
- 坂本真綾 LIVE TOUR 2009「かぜよみ」（名古屋市芸術劇場 2009年1月21日/大阪厚生年金会館 1月22日/東京国際フォーラム 1月24日）
- 坂本真綾 IDS!2009 FC LIVE TOUR 〜1/TEAM IDS!〜（Zepp Sendai 2009年9月4日/Zepp Sapporo 9月6日/Zepp Tokyo 9月12日/Zepp Nagoya 9月23日/Zepp Osaka 9月25日/Zepp Fukuoka 9月26日）
- 坂本真綾 プレミアムイベント（府中の森芸術劇場 2010年2月13日）
- 坂本真綾15周年記念LIVE「Gift」（日本武道館 2010年3月31日）
- 坂本真綾 IDS! EVENT 2010 「from everywhere.」（赤坂ACTシアター 2010年9月18日・19日/御堂会館 9月25日・26日）
- MUSIC ON! TV×うたとも® 坂本真綾 NEW ALBUM "You can't catch me" リスニングパーティー（渋谷Mt.RAINIER HALL 2010年12月20日）
- 坂本真綾 LIVE TOUR 2011「You can't catch me」（厚木市文化会館 2011年3月5日/Zepp Fukuoka 3月11日/名古屋センチュリーホール 3月26日/大阪国際会議場 メインホール 3月27日/中野サンプラザ 3月30日・3月31日/東京国際フォーラム 6月3日・4日[注 8]/Zepp Sapporo 6月7日[注 8]/Zepp Sendai 6月15日[注 8]）
- 第17回NECフィールディング世界遺産劇場 ‐富岡製糸場‐ 坂本真綾ライブ“Open Air Museum”（富岡製糸場 中庭特設ステージ 2011年9月19日）
- 坂本真綾 LIVE 2011「in the silence」（天王洲 銀河劇場 2011年12月13日・14日・16日-18日）
- 坂本真綾 IDS! EVENT 2012「winter songs」（郡山HIPSHOT JAPAN 2012年1月28日/盛岡ペルソナ 1月29日/Zepp Nagoya 2月5日/Zepp Osaka 2月11日/Zepp Fukuoka 2月12日/Zepp Sendai 2月17日/Zepp Sapporo 2月19日/Zepp Tokyo 2月26日）
- 坂本真綾 LIVE TOUR 2012「ミツバチ」（オリンパスホール八王子 2012年11月14日/大宮ソニックシティ 11月20日/新潟テルサ 11月25日/東京ドームシティホール 12月3日/ベイシア文化ホール 12月7日/ひめぎんホール サブホール 12月13日/アステールプラザ 大ホール 12月15日/福岡サンパレスホテル&ホール 12月16日/大阪国際会議場 メインホール 12月18日・19日/札幌市民ホール 12月22日/東京エレクトロンホール宮城 12月24日/愛知県芸術劇場 大ホール 12月27日/中野サンプラザ 12月30日・31日）
- 坂本真綾 LIVE TOUR 2013「Roots of SSW」（大阪国際会議場 メインホール 2013年3月30日・31日/愛知県芸術劇場 大ホール 4月19日・20日/Bunkamura オーチャードホール 4月24日・25日）
- IDS! 10th Anniversary EVENT 2013（Zepp DiverCity 2013年9月7日・8日/仙台市民会館 小ホール 9月14日/Zepp Sapporo 9月16日/Zepp Namba 9月21日/ Zepp Fukuoka 9月22日/Zepp Nagoya 9月28日/日比谷野外大音楽堂 10月20日）
- 「SAVED./Be mine!」「Be mine!/SAVED.」発売記念〜スペシャルライブ（東京都内某所 2014年4月11日/金沢市内某所 4月19日/京都市内某所 4月20日）
- 坂本真綾 IDS! EVENT 2014「ボナペティ!」（エル・シアター 2014年11月1日・2日/豊洲PIT 11月23日・24日）
- 坂本真綾20周年記念LIVE「FOLLOW ME」（さいたまスーパーアリーナ 2015年4月25日）
- 第26回JTB世界遺産劇場 ‐嚴島神社‐ 坂本真綾 20th Anniversary Special Live Open Air Museum 2015（厳島神社高舞台 2015年5月30日）
- 坂本真綾 LIVE TOUR 2015-2016「FOLLOW ME UP」（ハーモニーホール座間 大ホール 2015年11月21日/仙台イズミティ21 大ホール 12月4日/大宮ソニックシティ 12月5日/新潟市民芸術文化会館・劇場 12月11日/わくわくホリデーホール 12月13日/愛知県芸術劇場 大ホール 12月27日/東京国際フォーラム ホールA 12月30日・31日/オリックス劇場 2016年1月9日/静岡市民文化会館 中ホール 1月11日/アルファあなぶき 小ホール 1月16日/JMSアステールプラザ 大ホール 1月17日/福岡市民会館 1月24日/中野サンプラザ 2月6日・7日）
- 第34回世界遺産劇場 ‐嚴島神社‐ 平清盛公生誕九百年 前年祭 坂本真綾 Open Air Museum 2017（厳島神社高舞台 2017年6月3日・4日）
- 坂本真綾 IDS! EVENT 2017 TODAY'S SPECIAL（Zepp Namba 2017年9月10日/仙台PIT 9月16日/Zepp Sapporo 9月18日/福岡DRUM LOGOS 9月23日/熊本B.9 V1 9月24日/Zepp DiverCity 9月30日・10月1日/Zepp Nagoya 10月9日）
- 坂本真綾 LIVE TOUR 2018「ALL CLEAR」（大阪国際会議場 メインホール 2018年3月10日・11日/TICC(台北国際会議場) 3月17日/香港Asia World Expo Runway11 3月24日/NHKホール 3月31日・4月1日）
- 「ハロー、ハロー」リリース記念 プレミアムイベント（東京都内某所 2018年7月13日/福岡市内某所 7月15日）
- 坂本真綾 IDS! EVENT 2018 STAND UP!（Zepp Namba 2018年11月25日/Zepp DiverCity 12月1日・2日）
- IDS! EVENT 15th Anniversary SPECIAL "The End Of The Winter"（河口湖ステラシアター 2019年3月31日・4月1日）
- 坂本真綾 LIVE TOUR 2019「今日だけの音楽」（ハーモニーホール座間 大ホール 2019年12月8日[注 9]/フェニーチェ堺 12月14日・15日/一宮市民会館 12月22日/Bunkamura オーチャードホール 12月26日・27日/東京国際フォーラム ホールA 12月31日）
- 坂本真綾 IDS! presents Acoustic Live & Talk 2020（Zepp Sapporo 2020年11月1日/仙台PIT 11月3日/Zepp Fukuoka 11月14日/Zepp Osaka Bayside 11月15日/Zepp Nagoya 11月23日/Zepp Tokyo 11月28日・29日）
- 坂本真綾25周年記念LIVE「約束はいらない」（横浜アリーナ 2021年3月20日・21日）[380]
- 坂本真綾 LIVE 2022 “un_mute”（東京国際フォーラム ホールA 2022年11月26日・27日）[381]
- 坂本真綾 LIVE TOUR 2023「記憶の図書館」（サンシティ越谷市民ホール 2023年6月2日[注 9]/日本特殊陶業市民会館フォレストホール 6月4日/フェニーチェ堺 6月17日・18日[382]・10月22日/東京ガーデンシアター 6月24日・25日・2024年1月2日・3日）[383]
- 坂本真綾 IDS! 20th Anniversary EVENT Thanksgiving（Zepp Nagoya 2024年2月23日/Zepp Haneda 2月25日/Zepp Fukuoka 3月2日/Zepp Sapporo 3月9日/Zepp Namba 3月16日/仙台PIT 3月20日/Zepp DiverCity 3月31日）
- IDS!アイドリングストップ！20周年 Special LIVE“Thanksgiving〜これからもよろしく〜”（河口湖ステラシアター 2025年5月24日・25日）[384]
- 坂本真綾 30周年記念SPECIAL LIVE（有明アリーナ 2026年4月18日・19日）[385]

### イベント参加・出演
- CLAMP〜四〜MANGAアートは時空を超える（2001年3月21日）
- アニメエキスポ2005 アクセスツアー アメリカ・ロサンゼルス アナハイム（2005年7月1日 - 7月4日）
- キャラホビ2005 SPステージ 機動戦士ガンダムSEED DESTINY（2005年8月20日・8月21日）
- ガンダムフェスティバル '06（2006年8月26日・8月27日）
- 菅野よう子コンサート＠韓国（世宗文化会館、2007年6月20日）
- マクロスF超時空スーパーライブ デビュー! ランカ・リー with シェリル・ノーム（Zepp Tokyo、2008年7月27日）
- SANKYO presents マクロスF ギャラクシーツアー FINAL こんなサービスめったにしないんだからねinブドーカン☆（日本武道館、2008年11月5日）
- YOKO KANNO SEATBELTS 超時空七夕ソニック 〜次回公演は22世紀を予定しております。〜（さいたまスーパーアリーナ、2009年7月7日）
- 遣唐使船再現プロジェクト 出港式典・第1部（海遊館ホール、2010年5月8日）
- 坂本真綾の満月朗読館・最終夜「月の珊瑚」（TOHOシネマズ六本木ヒルズ、2010年12月21日）
- 冨田ラボ LIVE -COMBO-（Blue Note Tokyo、2011年5月20日）
- SANKYO presents マクロス クロスオーバーライブ30（幕張メッセ、2013年7月13日）
- ROCK IN JAPAN FESTIVAL（国営ひたち海浜公園、2013年8月4日・2014年8月3日・2015年8月9日・2019年8月11日）
- イーハトーブ賢治フェスティバル（宮沢賢治童話村 野外ステージ、2013年8月24日）
- たまゆらの日音楽祭2013（上野学園ホール、2013年11月2日）
- COUNTDOWN JAPAN 13/14（幕張メッセ、2013年12月29日）
- YANO MUSIC FESTIVAL 2014（恵比寿 ザ・ガーデンホール、2014年9月14日）
- イーハトーブ・アニメフェスティバル〜賢治のまち花巻から〜（宮沢賢治童話村野外ステージ、2014年10月11日）
- COUNTDOWN JAPAN 14/15（幕張メッセ、2014年12月30日）
- 井上芳雄シングス・ディズニー 〜ワン・ナイト・ドリーム!（東京国際フォーラム、2015年2月18日）
- ラスマス・フェイバー with フリーダ（ビルボードライブ東京、2015年5月11日）
- WORLD HAPPINESS 2015（夢の島公園陸上競技場、2015年8月23日）
- isai Beat presents 冨田ラボ プレミアムライブ（LIQUIDROOM、2017年2月21日）
- 岩里祐穂 presents 「Ms.リリシスト〜トークセッション vol.5」（ポニーキャニオン1Fイベントスペース、2018年2月3日）
- YANO MUSIC FESTIVAL 2018（日比谷野外大音楽堂、2018年6月16日）
- Fate Night FES. 2018（幕張メッセ国際展示場9ホール 、2018年7月28日）
- イーハトーブフェスティバル2018（宮沢賢治童話村特設ステージ、2018年8月26日）
- ビクターロック祭り大阪×MBS音祭2018〜supported by uP!!!（大阪城ホール、2018年10月7日）[386]
- 冨田ラボ 15th Anniversary LIVE < M-P-C “Mentality, Physicality, Computer” >（マイナビBLITZ赤坂、2018年11月2日）
- フライングドッグ10周年記念LIVE-犬フェス!-（武蔵野の森総合スポーツプラザ メインアリーナ、2019年2月2日）[387]
- 〈物語〉フェス〜10th Anniversary Story〜（幕張メッセイベントホール、2019年5月11日）
- SANKYO presents MACROSS CROSSOVER LIVE 2019（幕張メッセ国際展示場 1-3ホール、2019年6月2日）
- 坂本真綾の満月朗読館「月の珊瑚」（Mixalive TOKYO、2021年3月29日）[388]
- ITABASHI×TANITA×asian gothic label presents ITa FES "the band apart 25th anniversary"（荒川⼾⽥橋緑地バーベキュー場、2023年4⽉15⽇）
- 京都音楽博覧会2023（梅小路公園 芝生広場、2023年10⽉9⽇）[389]

## 書籍
- アイディ。
  - JVCエンタテインメント・ネットワークス、2005年12月9日、MAAYA-1（初版）／MAAYA-2（重版）
  - 星海社〈星海社文庫〉、2011年8月9日、ISBN 978-4-06-138915-1
- 地図と手紙と恋のうた（ときめきドットコム・アスペクト、2007年4月18日、ISBN 978-4-7572-1374-6）
- from everywhere.
  - 単行本：講談社、2011年2月21日、ISBN 978-4-06-216845-8
  - 文庫本：星海社文庫、2013年7月11日、ISBN 978-4-06-138950-2
- 星海社朗読館〈星海社FICTIONS〉
  - 銀河鉄道の夜　第9章「ジョバンニの切符」（宮沢賢治著、2011年7月14日、ISBN 978-4-06-138805-5）
  - 山月記（中島敦著、2011年8月16日、ISBN 978-4-06-138808-6）
  - ベッドタイム・ストーリー（乙一著、2011年9月15日、ISBN 978-4-06-138814-7）
  - 月の珊瑚（奈須きのこ著、2011年10月13日、ISBN 978-4-06-138816-1）
  - 四月の魔女の部屋（星空めてお著、2011年11月16日、ISBN 978-4-06-138818-5）
- 『坂本真綾 1st&Last写真集 "You can't catch me" ドキュメント2011.3.5-6.15』角川書店、2011年10月17日。ISBN 978-4-04-110029-5。
- 『満腹論』発行：KADOKAWA・編集：角川書店、2015年1月28日。ISBN 978-4-04-102451-5。
  - 『満腹論 -明日にかぶりつけ-』KADOKAWA、2024年2月16日。ISBN 9784041146958。
- 『ピアノソロ 坂本真綾 Selection for Piano 1996 - 2016』ヤマハミュージックメディア、2016年3月27日。ISBN 978-4-636-93027-6。
- 『坂本真綾　歌詞集「刺繍」』KADOKAWA、2021年11月17日、296頁。ISBN 9784041112762。

### 雑誌連載
- the id: [イド]（公式サイトエッセイ、不定期更新）
- おんがくtoわたし〜everywhere（CDJournal公式ウェブサイト、2010年3月24日 - 4月28日）
- 坂本真綾のこの歌が好き（『FRaU』2012年4月号 - 6月号）
- 坂本真綾のま、いいんじゃない?（HMV月刊フリーペーパー『the music master』ISSUE165〜175）
- 坂本真綾の満腹論（『月刊Newtype』2008年4月号 - ）
- 真綾的電脳生活（『声優グランプリ』1999年3月号 - 2004年1月号）